# Villa Ghirlanda Silva
Villa Ghirlanda Silva è una villa nobiliare del XVII secolo presente a Cinisello Balsamo. Si tratta di una villa di delizia, una classica dimora suburbana che i nobili del tempo erano soliti costruire fuori dalla città come veri e propri luoghi di soggiorno e villeggiatura. Il complesso comprende un elegante giardino all'inglese, oggi trasformato in parco cittadino. Sia quest'ultimo che la villa fanno parte del patrimonio culturale italiano, tutelato dalla legge Bottai (legge 1089/1939).

## La villa

### Storia

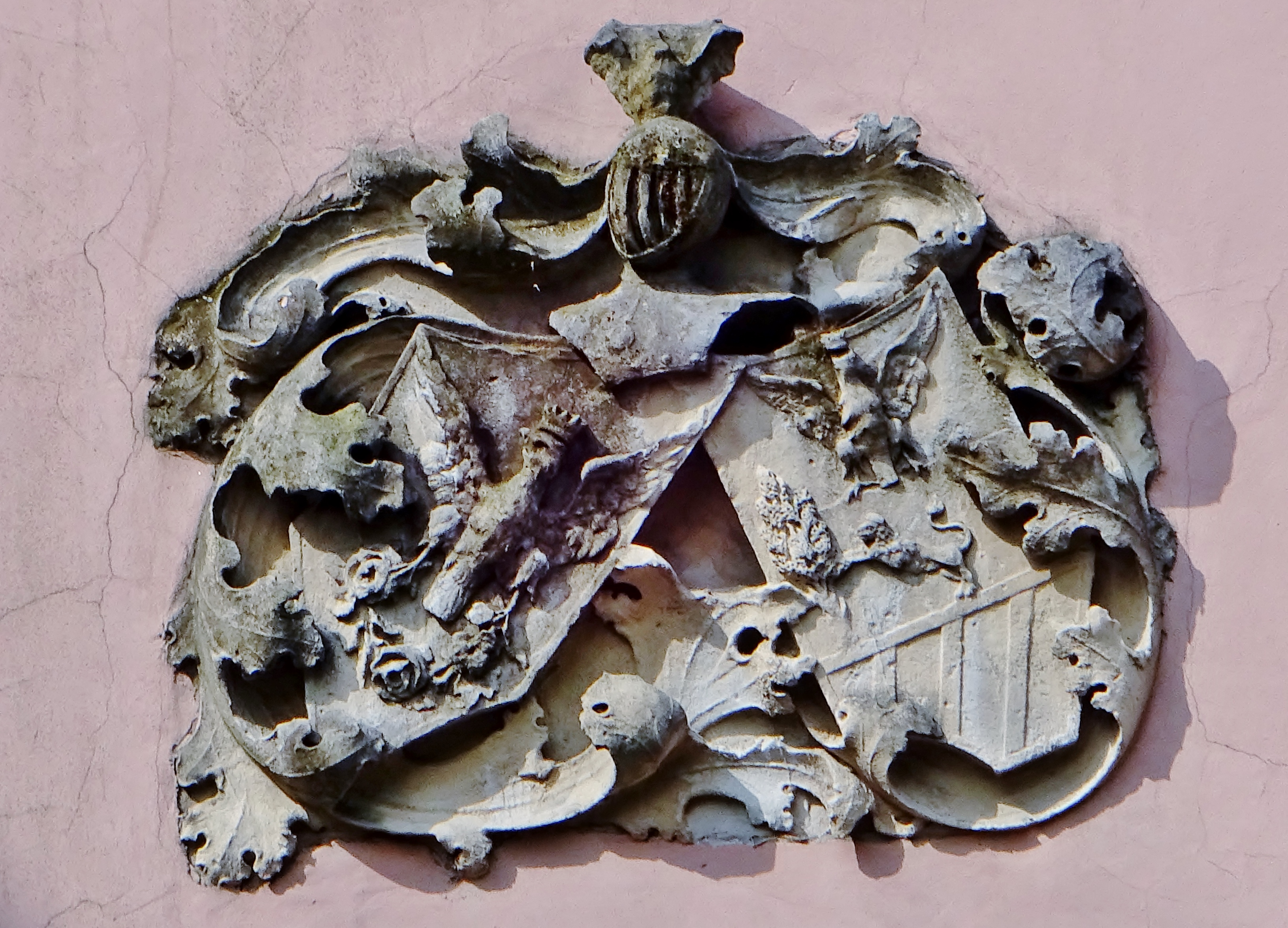
Stemma gentilizio

La Descrizione della villa Silva in Cinisello, del 1811, riporta che l'attuale edificio sia stato fatto costruire intorno al 1660 da Donato I Silva (1607-1675), a partire da una preesistenza risalente al Cinquecento, legata in qualche modo ad Andrea Palladio. A sovrintendere all'edificazione sarebbe stato chiamato Gian Domenico Richini, figlio del più noto Francesco Maria Richini, ampiamente impegnato nel corso della seconda metà del XVII secolo a Milano nel proseguire quanto cominciato dal padre. Le prime testimonianze grafiche della villa e del suo giardino, rappresentati nelle incisioni di Marc’Antonio Dal Re e di Karl Remshart presentano un edificio appartenente per la sua struttura agli anni centrali del XVII secolo; tale datazione sarebbe inoltre compatibile con il rilevamento di diversi manufatti presenti all'interno della villa risalenti proprio alla metà del Seicento. Parallelamente, nel corso dei restauri condotti nella prima metà degli anni ottanta, si sono riscontrate anche le tracce di una struttura architettonica precedente rispetto all'impianto secentesco della villa, avvalorando quanto riportato nella Descrizione. Alla morte di Donato I Silva, subentrò il figlio Gerardo (1646-1714) nel proseguire l'opera di decorazione e arricchimento della quadreria già cominciata dal padre.

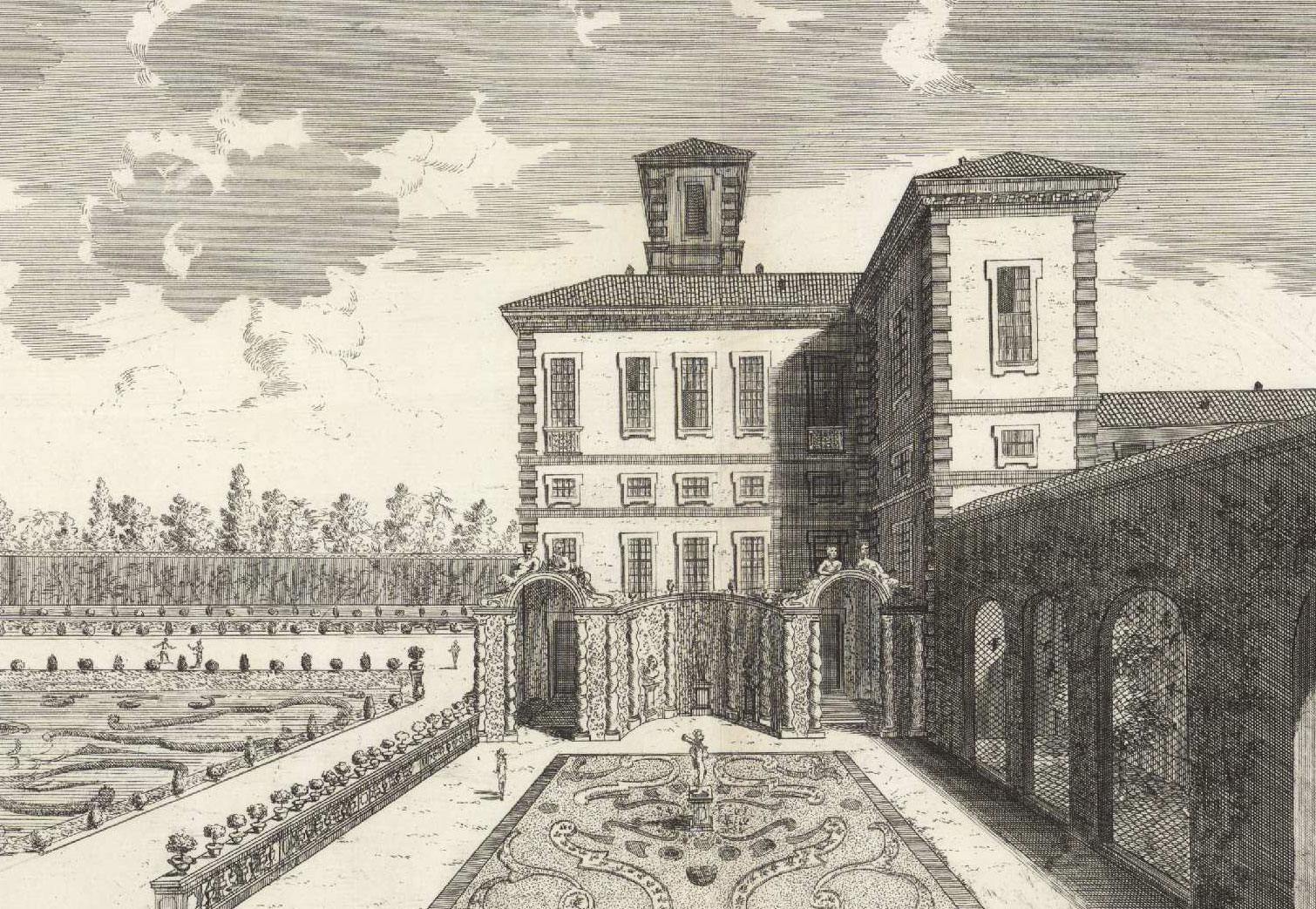
Il Teatro de' Lauri, risalente alla sistemazione all'italiana operata nel corso del Settecento da Donato II Silva, in un'incisione di Marc'Antonio Dal Re (1726).

A Gerardo Antonio Silva succedette il figlio Donato II Silva (1690-1779), uomo di estrema cultura e letterato, fra i fondatori fra l'altro della Società Palatina; egli portò a compimento i lavori di costruzione della villa, ponendo particolare cura al giardino - all'italiana - e alle collezioni raccolte nella villa, ampliando la quadreria e fondandovi una biblioteca estremamente ricca e varia. Fece inoltre installare sul terrazzo della torretta il più grande cannocchiale che si fosse mai visto fino ad allora in Lombardia, che si era fatto costruire dal famoso ottico del tempo François de Baillou, particolarmente stimato da Donato II Silva e incoraggiato nei suoi studi. Alla sua morte - in assenza di figli - gli sarebbe succeduto il nipote Ercole Silva (1756-1840), figlio del fratello Ferdinando. Uomo anch'egli di spiccata cultura e letterato, avrebbe promosso una consistente campagna di rinnovamento, sia per quanto riguarda il giardino, che per quanto riguarda gli ambienti stessi della villa. Personale amico dell'arciduca Ferdinando d'Asburgo-Este, ebbe modo di ospitarlo nella villa di Cinisello nell'estate del 1787, insieme alla consorte Maria Beatrice d'Este, allontanatisi da Monza, in cui incombeva il pericolo del vaiolo (una lapide commemorativa a perenne memoria dell'evento venne posta sopra la porta d'ingresso principale alla Sala degli Specchi). Ercole Silva, già autore nel 1801 del trattato Dell'arte dei giardini all'inglese, avviò nel primo decennio dell'Ottocento una radicale trasformazione del giardino, prima compiuta realizzazione all'inglese condotta in Italia. Non avendo come lo zio alla propria morte eredi diretti, lasciò insieme alla villa le molteplici collezioni naturalistiche, archeologiche e d'arte che aveva avuto modo di arricchire durante tutta la sua vita al nipote Gerolamo Ghirlanda (1789-1851), figlio di Gaspare Ghirlanda e di Teresa Silva, sorella di Ercole, ed in seguito al figlio Carlo (1825-1888). Quest'ultimo, che aggiunse al cognome di famiglia anche quello di Silva, operò diverse modifiche al giardino, rimasto fino a quel momento sostanzialmente come l'aveva ideato Ercole Silva nei primi anni del secolo e commissionò al pittore e decoratore Luigi Scrosati l'abbellimento stilistico della facciata orientale della villa, oltre che della torretta (1852).
Dopo che si estinse anche la famiglia Ghirlanda, la villa venne rilevata dapprima da Giovanni Frova (1886), in seguito - agli inizi del Novecento - dal conte Giuseppe Cattaneo di Proh, ospitando per un breve periodo di tempo, fino al 1910 - anno in cui venne eretto l'edificio scolastico a lato del municipio di Cinisello - le scuole cittadine, collocate insieme ad alcuni uffici comunali nell'ala meridionale della villa. Successivo proprietario, a partire dal 1926, sarebbe stato un possidente terriero locale, Emilio Cipelletti, la cui famiglia avrebbe conservato la proprietà per quasi mezzo secolo. Solo nel 1974 dopo una lunga contrattazione venne acquistata dall'Amministrazione Comunale, che ne fece un centro civico. La villa divenne pertanto sede della biblioteca cittadina fino al 2012, venendo trasferita poi nel settembre di quell'anno nell'ex scuola Cadorna, diventata nel frattempo il nuovo Centro Culturale IlPertini; al momento sono ancora presenti al suo interno diversi uffici comunali. Alcuni saloni della villa vengono tuttora utilizzati per riunioni, mostre e cerimonie; mentre nell'ala meridionale ha sede il Museo di Fotografia Contemporanea, insediatovisi nel 2005.

### Caratteristiche

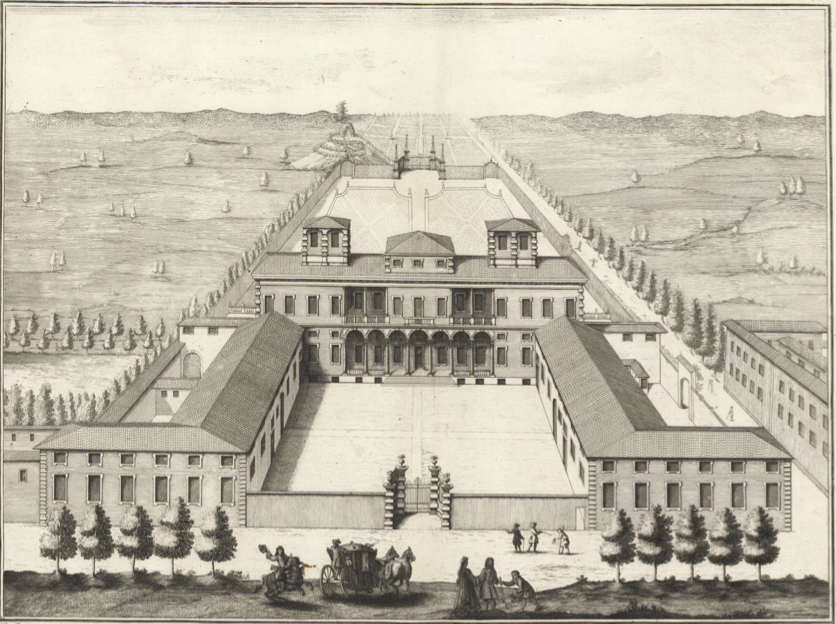
La villa in un'incisione di Karl Remshart (XVIII secolo): si noti la seconda torretta, progettata, ma mai realizzata, il vecchio impianto del giardino all'italiana e la collinetta, esterna al perimetro originario.

La villa è delimitata esternamente da due ali laterali che si sviluppano fin lungo la strada, alle cui estremità ha origine il muro di cinta frontale, che termina in quattro pilastri in muratura (sormontati da pinnacchi piramidali in pietra) che, disposti in semicerchio, racchiudono il cancello, pregevole manufatto in ferro battuto risalente probabilmente al XVIII secolo, caratterizzato dal disegno movimentato delle barre verticali con motivi di girali e volute. La sua collocazione storica non è certa: dalle incisioni di Marc'Antonio Dal Re e di Karl Remshart si evince che al tempo vi fosse un cancello diverso da quello presente oggi; al contrario, sul retro della villa, se ne trovava uno analogo, probabilmente trasportato dove si trova oggi nel corso delle trasformazioni condotte da Ercole Silva nei primi anni dell'Ottocento.
Il complesso si presenta con uno schema planimetrico a ferro di cavallo, in cui le ali laterali si innestano alle estremità del corpo centrale della villa, dando origine al cortile d'onore, la cui aiuola centrale è occupata da un grande esemplare di Magnolia grandiflora. Nell'angolo nord-occidentale del cortile si trova uno dei pochi reperti archeologici sopravvissuti, presente nella villa dai tempi di Ercole Silva: si tratta di un sarcofago in serizzo, di epoca romana, risalente al II secolo. Il corpo centrale della villa si sviluppa su due piani fuori terra, con interposti mezzani e un ultimo piano seminterrato disposto a cantina, con le luci che trovano spazio nello zoccolo; i corpi di fabbrica laterali risultano invece ribassati, mancando del piano nobile. La distribuzione interna degli ambienti, imperniata sui saloni centrali di rappresentanza presenti sia al pianterreno che al piano nobile, individua un impianto rigorosamente assiale, che destina a funzioni di servizio le ali laterali ribassate.

#### La facciata occidentale

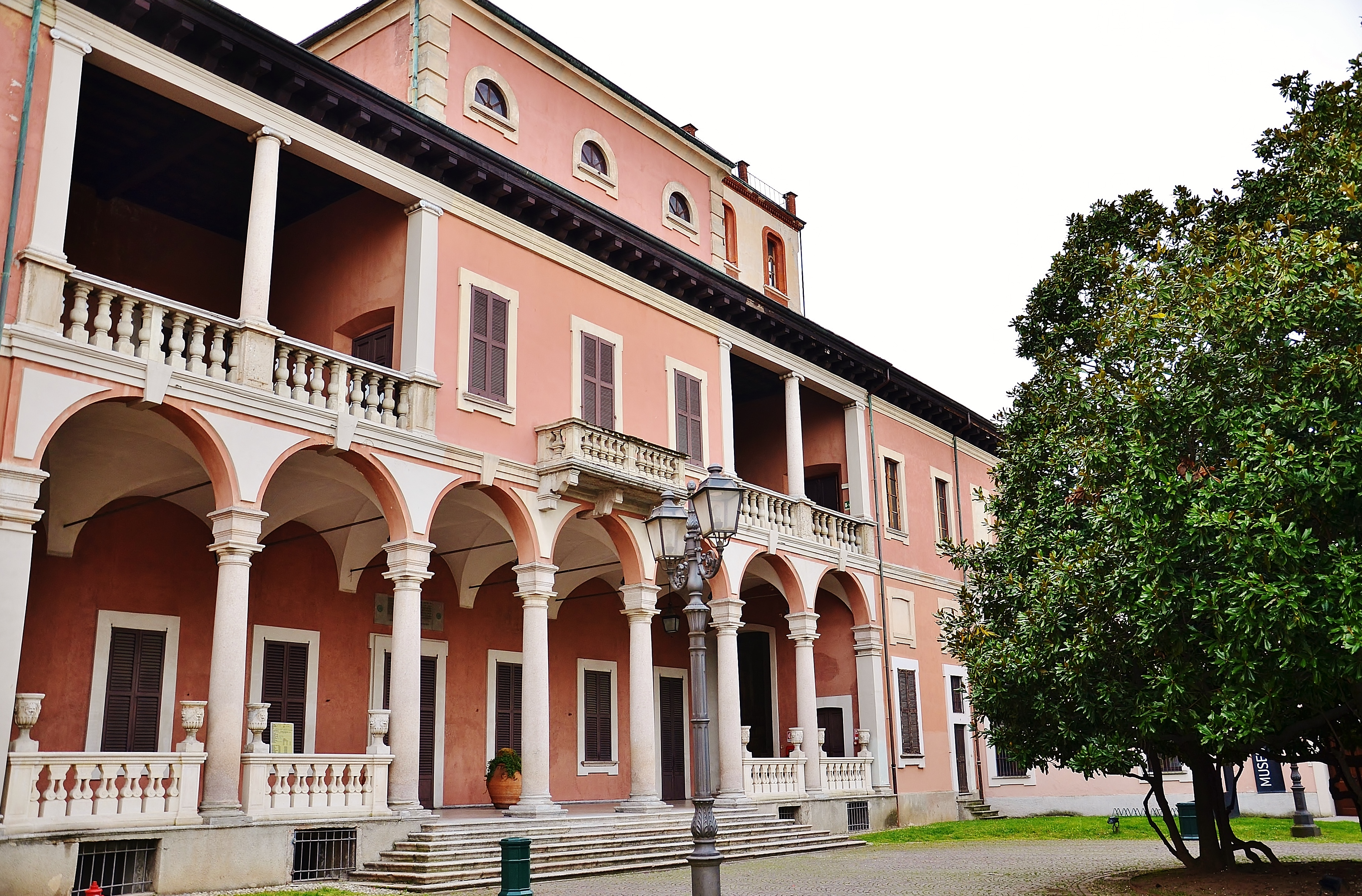
La facciata occidentale

La facciata occidentale - quella dunque principale, che si affaccia verso la città - si caratterizza per la presenza al pianterreno di un portico a sette fornici, lungo 25 metri e profondo 6, coperto da volte a crociera e sostenuto da colonne doriche che si innestano sugli archi attraverso un pulvino rastremato e modanato, di matrice richiniana. I quattro intercolumni laterali (due per parte) risultano racchiusi in base da balaustre sormontate da otto vasi in marmo bianco, databili alla prima metà dell'Ottocento, scolpiti a rilievo con mascheroni a forma di teste di leone; i tre intercolumni centrali sono invece aperti, dando sulla scalinata d'ingresso. Il piano nobile presenta invece due logge architravate, con colonne ioniche e balaustre; il salone centrale è sormontato da un attico all'interno del quale si aprono tre finestre a lunetta. Nella parte destra, si innalza una torretta quadrangolare, con decorazioni in cotto successive al periodo di fabbrica secentesca, ascrivibili al rifacimento della facciata orientale della villa, avvenuto nell'Ottocento.

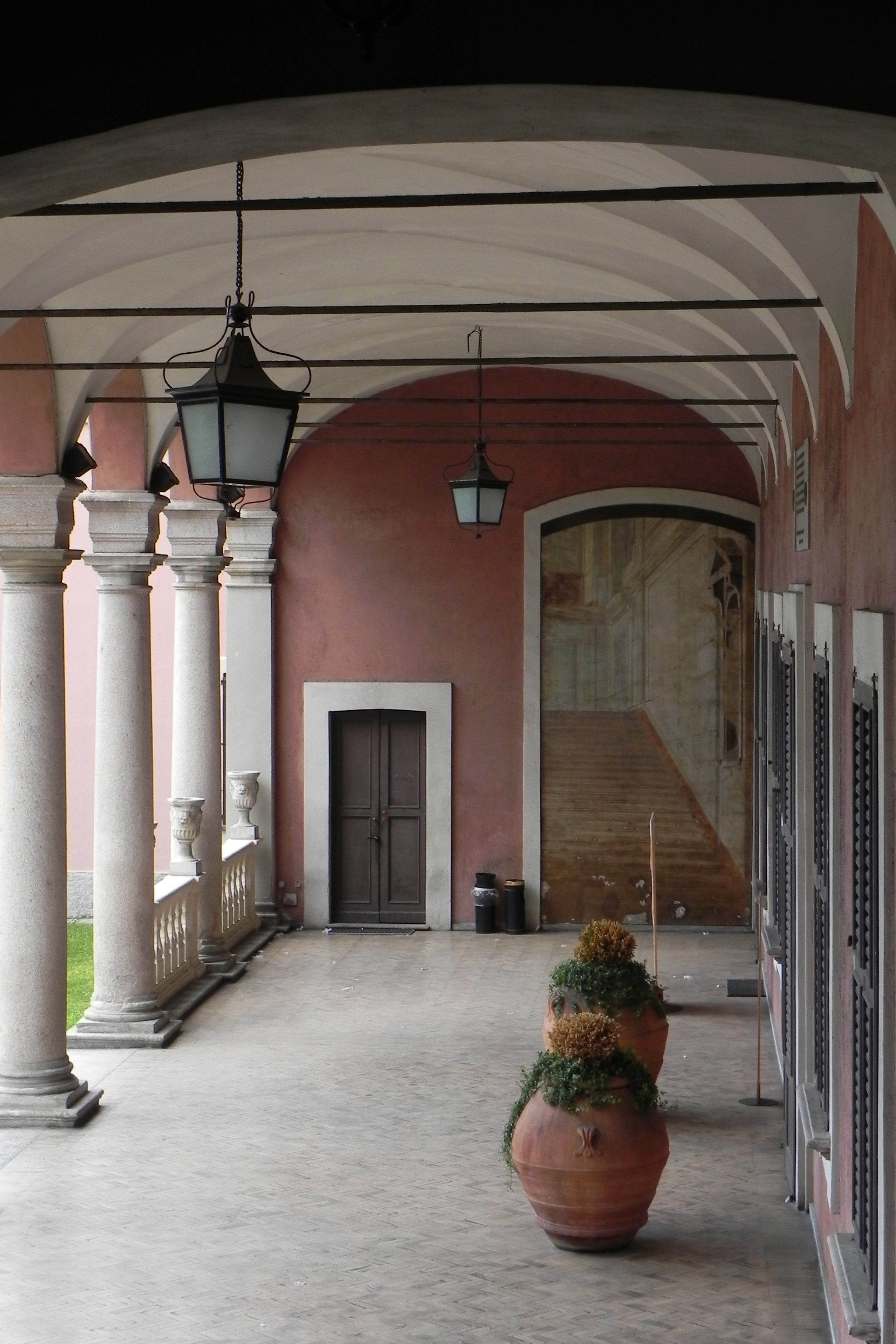
Il sottoportico visto dallo Scalone d'onore.

Il complesso segue inoltre una rigorosa simmetria, che doveva essere probabilmente ancora più accentuata nel progetto originario, che prevedeva una seconda torretta posta sul lato sinistro della villa, riportata nelle raffigurazioni del Dal Re e del Remshart. L'alternanza di spazi pieni e spazi vuoti data dalla presenza delle due logge sovrapposte conferisce alla villa uno spiccato pittoricismo, anche grazie ai giochi chiaroscurali che ne scaturiscono. La presenza del loggiato al piano nobile peraltro costituisce un unicum nel panorama lombardo, non trovando ulteriore applicazione in altre ville di delizia al di fuori di questa.
Dal sottoportico si ha l'ingresso principale che dà sul salone d'onore del pianterreno, conosciuto come Sala degli Specchi. Al di sopra della porta è collocata una lapide in marmo, coi caratteri in bronzo dorato, a memoria del soggiorno estivo dell'arciduca Ferdinando d'Asburgo-Este e della sua consorte Maria Beatrice d'Este, avvenuto nel 1787. All'interno della parete destra del sottoportico si trova collocato lo Scalone d'onore, che conduce al piano nobile; al suo fianco una porta che immette in un corridoio che conduce alle cantine e all'ala laterale meridionale. In passato questo spazio secondario aveva tutt'altra importanza, conservando alcuni reperti antichi e presentando motti e passi letterari tratti dal Metastasio, dipinti in forma di cartigli e finte epigrafi, concepiti come parte integrante della raccolta d'antichità. Vi erano sicuramente citati il Temistocle, l'Alessandro nell'Indie, il Ciro riconosciuto e L'Olimpiade, drammi considerati esemplari sia per il genere eroico che per quello sentimentale, dai quali erano tratte le citazioni che integravano la raccolta di antichità, con l'obiettivo di spingere a una più profonda meditazione sull'antico. Delle pareti affrescate sono rimaste tuttavia soltanto alcune tracce scarsamente leggibili, limitate a quella orientale. Dalla parte opposta del sottoportico, invece, frontale allo Scalone d'onore è presente un grande affresco monocromo - attualmente in cattivo stato di conservazione - che raffigura una prospettiva architettonica di scalone a trompe-l'œil, caratterizzato da pareti bugnate e da una nicchia all'interno della quale si intravede una statua femminile, che sorregge un grappolo. Concludono l'ornamento del sottoportico due grossi vasi in terracotta, realizzati da vasai toscani nella seconda metà dell'Ottocento.

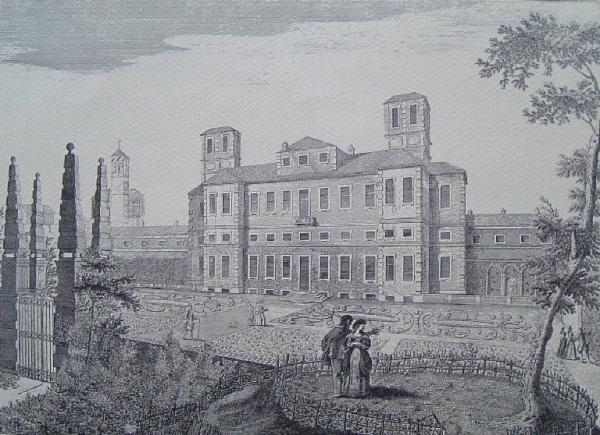
La facciata orientale in un’incisione di Marc'Antonio Dal Re (1726). Si notino la seconda torretta, mai realizzata, le aperture dei piani mezzani e la vecchia configurazione dell'attico; sulla sinistra si intravede inoltre la chiesa di Sant’Ambrogio, che proprio in quegli anni (1724-1727) aveva ricevuto il campanile.

#### La facciata orientale
Totalmente differente rispetto alla facciata opposta appare la facciata orientale, radicalmente rinnovata nel 1852 da Carlo Ghirlanda Silva, secondo il corrente gusto romantico. Questa presenta innanzitutto ali laterali leggermente avanzate rispetto al restante corpo centrale; la facciata è inoltre interamente percorsa da un doppio ordine di finestre sovrapposte (con due porte centrali, una che dà sul giardino, al pianterreno, l'altra che s'affaccia su un balcone, al pieno nobile), reso più evidente dalla presenza di una cornice marcapiano dentellata a rilievo. L'attico, tamponate le originarie aperture, è stato integrato totalmente nella facciata e appare oggi come un alto timpano, sorretto ai lati da due cariatidi in terracotta; risultano tamponate – e pertanto non più individuabili – anche le aperture dei piani mezzani, interposti fra il pianterreno e il piano nobili, ampiamente ritratte nelle settecentesche incisioni del Dal Re e del Remshart. Gli inserti decorativi si fondano sull'uso congiunto di terracotta e marmo bianco, coerentemente con la moda romantica del tempo, che si proponeva di riprendere – fra le altre cose – la tradizione quattrocentesca lombarda, in particolar modo nell'uso del cotto. Le terrecotte sono pertanto impiegate oltre che sulla facciata, anche sulle fronti dei corpi laterali posteriori; sono utilizzate come cornici delle porte e delle finestre, queste ultime coronate da timpani acuti al pianterreno e da timpani spezzati o curvilinei al piano nobile. Dal punto di vista compositivo contengono motivi decorativi a rilievo, fra cui teste di cherubino, teste femminili, festoni e ghirlande di foglie, fiori e frutti, spirali ed elementi geometrici.

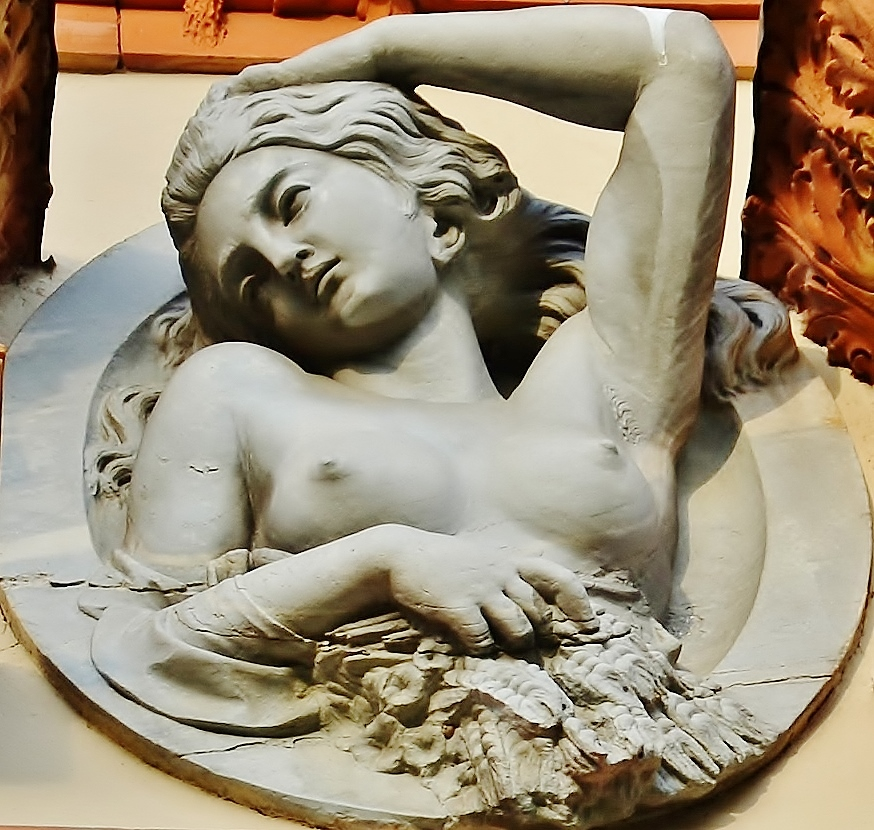
Facciata orientale, altorilievo raffigurante una delle quattro stagioni, l'estate

In marmo bianco invece sono sei ovali collocati sulle ali laterali, ritraenti figure mezzobusto a rilievo, alte circa 80 cm: quattro di questi ovali, posti nei timpani di altrettante finestre al piano nobile, ritraggono Le quattro stagioni, gli altri due invece, disposti a coronamento delle due finestre sottostanti, al pianterreno, ritraggono L'agricoltura e La fertilità. Nella raffigurazione de Le quattro stagioni ciascuna fanciulla, che sembra affacciarsi ad una finestra appoggiandosi sul davanzale, ha con sé gli attributi tipici della stagione: nella Primavera ha fra i capelli e nella mano sinistra dei fiori, nell'Estate un fascio di spighe nella mano destra, nell'Autunno pampini e grappoli d'uva come corona oltre ad una coppa di vino nella mano sinistra, mentre nell'Inverno la fanciulla è invece incappucciata e non ha con sé niente, a significare l'assenza di prodotti della terra in quella stagione. Nei rilievi del pianterreno invece sono ritratte due donne, la prima che regge due attrezzi identificabili con una vanga e il setaccio (L'agricoltura), la seconda che ha invece con sé una cornucopia ricolma di fiori e frutti (La fertilità). Un settimo rilievo in marmo bianco, di dimensioni maggiori, è inoltre collocato al pianterreno, sopra il portale centrale: vi è raffigurata una giovane donna seduta nell'atto di scrivere su un libro, che tiene sulle ginocchia; ai lati altri volumi sono accatastati per terra e due piccoli putti suonano la tromba. Quest'ultimo rilievo, che non compare nella Descrizione del 1855 pur essendo riconducibile alla stessa mano che ha realizzato gli altri sei ovali (al contrario presenti), viene interpretata come un'allegoria di una delle Arti o delle Scienze.
Gli interventi decorativi e il rifacimento ottocentesco della facciata sono legati al nome di Luigi Scrosati, che avrebbe lavorato in collaborazione con Giovanni Battista Boni, a cui sono attribuiti i rilievi in marmo. Allo Scrosati era infine attribuito l'affresco detto L'Abbondanza, oggi totalmente perduto, che decorava il timpano centrale.

#### Gli interni
La sistemazione storica delle sale della villa va ricondotta a due distinti periodi storici: il primo, barocco, fra la fine del Seicento e i primi decenni del Settecento; la seconda, neoclassica, nei decenni a cavallo fra il XVIII e il XIX secolo, sotto Ercole Silva. Gli interventi condotti in questo secondo periodo sono ben documentati nella Descrizione del 1811, redatta in un periodo di poco posteriore alla trasformazione in stile neoclassico di alcuni ambienti. Essa è inoltre indispensabile per ricostruire lo stato di fatto degli interni all'inizio dell'Ottocento, dal momento che ripercorre minuziosamente gli arredi e le collezioni, in gran parte oggi andati dispersi; risulta tuttavia più superficiale nella trattazione degli ambienti e delle decorazioni risalenti alla prima fase decorativa, quella barocca, sopravvissuta agli interventi portati avanti da Ercole Silva. Le edizioni successive della Descrizione, del 1843 e del 1855, pur presentandosi più sintetiche ed approssimative proprio nella descrizione degli interni, sono di fondamentale importanza per operare una comparazione con i successivi interventi di Ercole Silva e con quelli del suo successore Carlo Ghirlanda Silva. Importanti infine, per concludere la ricerca storica, le fotografie di inizio Novecento pubblicate nel 1907 nel volume Ville e castelli d'Italia. Lombardia e laghi, che mostrano allo stato del tempo lo Scalone d'onore, la Sala degli Specchi, il Salottino delle Belle e la Sala del Convito.

#### Gli interni: il pianterreno
Sala degli Specchi
La Sala degli Specchi deve il suo nome alla presenza di quattro grandi specchiere incorniciate in legno intagliato e dorato. Le pareti, rivestite di stucco lucido ad imitazione del marmo, sono scandite da dodici semipilastri che conferiscono equilibrio e monumentalità allo spazio. Tra questi, si trovano sei nicchie a trompe l’oeil che ospitano sculture e busti in stile classico, creando un effetto di profondità e arricchendo l'ambiente con richiami alla tradizione antica.
L'iconografia delle decorazioni è interamente ispirata a temi mitologici. Di particolare rilievo è il fregio dipinto a monocromo che, con la tecnica del finto bassorilievo, raffigura un vivace Baccanale di putti. Al centro della volta, decorata con finti lacunari dall'artista e scenografo Giuseppe Levati, spicca l'affresco di Giuseppe Lavelli.
Dal soffitto pendono due pregevoli lampadari intagliati, decorati con figure di fauni intenti a suonare diversi strumenti. Sotto le specchiere sono inoltre collocati quattro divani laccati e dorati che completano l'assetto simmetrico della sala.
Elemento di notevole interesse è la presenza di una imponente scultura lignea raffigurante le Tre Grazie, scolpite a tutto tondo, che sorreggono un'ampia coppa. Originariamente posizionato al centro della sala, come attestano antiche foto di inizi Novecento, il gruppo aggiungeva un ulteriore elemento di magnificenza all'ambiente.
Salottino delle Belle
Sala di Compagnia (o del lampadario)
Vi si accede attraverso la porta collocata sulla parete orientale del Salottino delle Belle, oltre che dalle due porte presenti nella Sala degli Specchi e da quella collocata sulla parete meridionale, dall'adiacente Sala degli Amorini. La sala presenta un apparato decorativo limitato al soffitto, realizzato agli inizi dell'Ottocento: nella parte esterna questo presenta una decorazione a fregi monocromi con volute, sfingi e mascheroni; nelle lunette da questi delimitate vi sono invece figure femminili con ali di farfalla e la parte inferiore del corpo caudata, che sorreggono trofei floreali. Nelle medaglie presenti agli angoli campeggiano divinità femminili. La Descrizione del 1811 attribuisce queste decorazioni ai pittori ornatisti Alberti e Cajmi, dei quali non si è tuttora in grado di ricostruire la reale identità e il catalogo delle opere. Al centro del soffitto domina una medaglia ovale raffigurante Il ratto di Ganimede, opera di Giuseppe Lavelli, per molti versi assimilabile a quella presente nella Sala degli Specchi, sempre sua, per il taglio compositivo, il disegno secco e linearistico, le scelte cromatiche incentrate su tonalità luminose e fredde e la stesura del colore a campiture compatte. Dal centro del soffitto pende inoltre un imponente lampadario, riconducibile probabilmente alla fine del XVIII secolo: questo si presenta con una struttura in ferro battuto, sulla quale si innestano pendagli di vetro di diversi tagli (ovali, sfaccettati, a stella, a grappolo d'uva) e i piatti per le candele, alcuni dei quali tuttavia sostituiti in epoca recente. Nella sala è inoltre presente un camino in marmo rosso variegato, con cornice mistilinea, databile fra il XVII e il XVIII secolo. Entrambe le Descrizioni del 1843 e del 1855 attestano la presenza di alcuni quadri alle pareti (tuttora dispersi), tra i quali una Sibilla cumana del Guercino.
Sala degli Amorini
Adiacente alla Sala di Compagnia, da cui vi si accede attraverso la porta posta sulla parete settentrionale della stanza, presenta anche un accesso posto nella parete orientale dalla Sala dell'Aurora, oltre ad un'uscita diretta sul giardino. Al pari della precedente sala, anch'essa protagonista del rinnovamento operato nei primi anni dell'Ottocento da Ercole Silva, presenta decorazioni solo sul soffitto, anch'esse riconducibili ad Alberti e Cajmi. Un volo di amirini viene inquadrato da una cornice floreale, di gusto esotico, sorretta da cariatidi collegate tra loro con pampini d'uva; una seconda cornice, più esterna, presenta grappoli d'uva e uccelli esotici di vari colori. Tale genere di decorazione, particolarmente in voga in quel periodo, è riconducibile ai fratelli Carlo Antonio e Vittorio Raineri; se è azzardato sostenerne una loro diretta realizzazione, è probabile siano stati gli inconsapevoli ispiratori dell'Alberti e del Cajmi, che avevano sicuramente avuto modo di osservarne i dieci pannelli realizzati per la Villa Reale a Monza, già presenti nel 1790. Il lampadario, in ferro battuto, risale al XIX secolo: presenta bracci ricurvi innestati sulla struttura centrale, a traforo con motivi vegetali; i piatti per le candele sono invece arricchiti da una corona con greche. Le Descrizioni del 1843 e del 1855 riportano la presenza di arredi ad oggi andati dispersi, come la credenza in legno nero intarsiata d'avorio e due dipinti: una Cena di Cleopatra, del Tiepolo, ed un bozzetto non meglio identificato di Salvator Rosa.
Sala dell'Aurora
Raggiungibile attraverso una porta dalla Sala degli Amorini, oltre che da un corridoio che conduce da un lato al Salottino delle Belle e dall'altro all'ala meridionale della villa, la Sala dell'Aurora si caratterizza per il particolare soffitto, decorato a finte architetture dipinte, che racchiudono centralmente una medaglia. Questa raffigura L'Aurora, impersonata da una fanciulla assisa su una nuvola, cinta in abiti di colore bianco ed ocra gialla e rossa, con un manto azzurro che le lascia scoperto il seno, due mazzi di fiori nelle mani e il capo leggermente appoggiato sulla spalla destra; concludono il dipinto due putti alati, uno dei quali le porge un mazzo di fiori che al contempo le lascia cadere in grembo. Il dipinto è stato riportato alla luce solo in seguito ai restauri condotti nei primi anni ottanta: prima di allora infatti il soffitto risultava semplicemente intonacato, con un lampadario centrale, in ferro battuto, analogo a quello presente nella Sala degli Amorini, ed in seguito rimosso. Il dipinto doveva già risultare coperto nell'Ottocento, tanto che nemmeno la Descrizione del 1811 ne fa riferimento. Più volte attribuito erroneamente all'Appiani, risale in realtà alla seconda metà del Seicento, come si evince anche dalle architetture spiccatamente barocche che incorniciano il dipinto vero e proprio. Dal punto di vista stilistico peraltro il dipinto mostra diverse affinità con l'Arianna a Nasso, raffigurato sul soffitto del vicino Salottino delle Belle, più volte accostato all'autore degli affreschi presenti al pianterreno del Palazzo Arese Borromeo di Cesano Maderno, alcuni dei quali recentemente attribuiti al Montalto.
Va segnalato infine all'interno della stanza un camino risalente al XIX secolo, caratterizzato da un andamento rettilineo e da un profilo in marmi intarsiati bianchi e neri, con cornice a fiori stilizzata dentro alcuni cerchi. La piastra, realizzata in ferro fuso a rilievo, presenta invece, sormontato da una corona e racchiuso tra fronde di quercia ed ulivo legate con un nastro, il monogramma di Ercole Silva.
Camera del Bigliardo
Alla Camera del Bigliardo si accede direttamente dal sottoportico, o anche attraverso la porta posta sulla parete settentrionale della Sala degli Specchi; risulta inoltre in comunicazione anche con la Sala di Venere e Adone (con cui è collegata attraverso una porta) e con alcuni ambienti di servizio posti a ridosso dell'ala settentrionale dell'edificio. La sala è dettagliatamente descritta nella Descrizione del 1811, in cui vengono minuziosamente passati in rassegna la raccolta di armature antiche qui presente, la medaglia del soffitto e i ritratti parietali dei Dodici Cesari di Salomon Adler. Di tutto quanto qui era conservato, è sopravvissuto in loco esclusivamente un dipinto ad olio su tela, collocato al centro della volta, riquadrato in una cornice in stucco dipinta a fogliami. Si tratta di un Giudizio di Paride, in cui Paride - di spalle, porge il pomo d'oro a Venere, che è seduta davanti a lui; completano il quadro Minerva con l'asta, Mercurio col caduceo, Giunone coronata, in atteggiamento di stizza e Cupido, decentrato sulla destra, con arco e frecce, alle cui spalle si intravede l'incendio di Troia, evento ultimo scatenato dal gesto di Paride. Questa, insieme al dipinto del soffitto dell'adiacente Sala di Venere e Adone, è l'unica tela rimasta in villa in seguito alla dispersione del patrimonio artistico che vi si trovava: questo fu sostanzialmente dovuto alla difficile asportabilità delle tele, incastonate nel soffitto. Ignoto invece il nome dell'autore, probabilmente un pittore di formazione classicista e accademica attivo nella seconda metà del Seicento, e in genere fatto coincidere con quel Crivelli autore del Venere e Adone, nella vicina sala. Vanno citate infine le tre porte in noce scuro: di questi gli architravi e la porzione superiore degli stipiti sono decorati con motivi vegetali, nastri e conchiglie realizzati ad intaglio, mentre le sopraporte presentano un dipinto ad olio su tavola - appena leggibile - raffigurante una figura mitologica femminile fra volute e girali. La sala è stata fino all'estate 2012 la sala d'ingresso della biblioteca civica.
Sala di Venere e Adone
Collocata alle spalle della Camera del Bigliardo, dalla quale vi si accede attraverso una porta, presenta un'altra coppia di ingressi dalla Sala degli Specchi e dalla Sala del Convito. Contrariamente alla vicina Camera del Bigliardo, storicamente imperniata su temi classici e di guerra, questa sala era dedicata a tematiche villerecce, rappresentanti gli svaghi della vita nella villa, come la caccia e la pesca. Nella Descrizione del 1811 vengono infatti elencati tre quadri di tale soggetto, riferiti al Sebastianone, lunette con trofei di caccia e pescagione del Caccianiga ed una medaglia con Venere e Adone, di un tal Crivelli. Quest'ultimo, della seconda metà del XVII secolo, è l'unico che si conserva nella sala: presenta una forma sagomata che lo vede incastonato al centro della volta, con una cornice in stucco parzialmente dorata. Il dipinto ritrae Venere, con i fianchi cinti da un drappeggio, seduta sotto un padiglione a tende schiuse insieme a Cupido, con alcune tortore ai suoi piedi, in atteggiamento di supplica verso Adone, che trattiene con una mano la corda dei suoi due cani e con l'altra indica la campagna retrostante. Insieme al Giudizio di Paride della vicina Camera del Bigliardo è l'unica tela sopravvissuta nella villa.
Particolarmente imponente - oltre che di valore - il camino in pietra serena scolpita a rilievo, risalente alla metà del Seicento, come attestano le decorazioni di stampo manierista. La fronte è infatti riccamente decorata da rilievi ritraenti vasi baccellati con trofei di fiori e due divinità fluviali: vi sono un vecchio barbuto, sullo sfondo, con un'anfora zampillante in un paesaggio con castello e una ninfa che si staglia in un paesaggio con un tempietto rotondo. Al centro è apposto uno stemma araldico, di difficile decifrazione, con castello biturrito e tralcio di vite in campi, sormontati da capo d'aquila coronata. Successiva invece la piastra in ferro fuso e cesellato, risalente questa a un periodo compreso fra il XVII e il XVIII secolo: questa presenta al centro uno stemma gentilizio lavorato a rilievo e ritraente un'aquila bicipite e tre pali sormontati da corona a cinque punte. La sala è stata fino all'estate 2012 una sala della biblioteca civica, adibita anche a sala di lettura.
Sala del Convito
Collegata direttamente con la Sala di Venere e Adone (con cui è in comunicazione attraverso due porte) e connessa anche con gli ambienti di servizio a ridosso dell'ala settentrionale della villa, presenta un ingresso anche sul giardino. Un colonnato dorico taglia trasversalmente l'ambiente, reggendo una cornice architravata: in passato la sala, utilizzata per i conviti, era infatti stata pensata su due ambienti, separati ma comunicanti, così da tenere separato il locale per il servizio mensa e la tribuna per i suonatori (ai quali si riconduce la tematica delle decorazioni). Ad oggi sopravvivono decorazioni, riconducibili agli inizi dell'Ottocento, limitatamente all'ambiente minore. Al centro della volta, dipinta a monocromo giallo, è ritratta l'Invenzione della musica: all'interno di una cornice circolare sono infatti raffigurati due fabbri al lavoro, coerentemente con la tradizione greca per la quale il filosofo Pitagora avrebbe derivato la regola delle proporzioni musicali proprio dal suono dei martelli dei fabbri. Circondano il soggetto principale tutta una serie di strumenti e spartiti musicali, in gruppi, all'interno di cornici floreali. Il cattivo stato di conservazione e le molteplici ridipinture susseguitesi nel corso degli anni rendono oggi praticamente impossibile un'attribuzione certa dell'opera, che sembra tuttavia riconducibile - almeno in relazione agli spunti compositivi - ai disegni di Giuseppe Levati, più volte impegnato nei cantieri della villa.
Fra gli arredi attualmente sopravvissuti alla dispersione, vi è una vasca in marmo di Carrara, con basamento e rivestimento interno in marmo rosa, decorata frontalmente da un mascherone dalla testa leonina lavorato a rilievo. Collocata sulla parete di fondo della stanza, è databile anch'essa agli inizi dell'Ottocento. Al di sopra di questa, posto in una nicchia, è invece collocato un gruppo scultoreo a tutto tondo, originariamente adibito a fontana - anch'esso in marmo di Carrara - ritraente tre putti e un delfino rovesciato.
L'ambiente maggiore, oggi totalmente spoglio e privo di qualsiasi forma di decorazione residua, è discretamente trattato nella Descrizione del 1811. Vi sono infatti riportati sulle pareti Il giudizio di Paride, di Cristoforo Storer e Mosè salvato dalle acque, del Montalto. Si cita infine un'immagine dei primi del Novecento, ritraente la Sala del Convito provvista degli originali arredi e di tutte le decorazioni, pubblicata nel Ville e castelli d'Italia. Lombardia e Laghi del 1907. La sala ha fatto parte fino all'estate 2012 della biblioteca civica, adibita anche a sala di lettura.
Altri ambienti minori
Completano il quadro degli ambienti del pianterreno tutta una serie di sale, dislocate nelle due ali laterali della villa. Si tratta di ambienti al più attualmente privi di qualsiasi valore storico o artistico, impiegati come locali della biblioteca civica (quelli collocati nell'ala settentrionale) o come locali del Museo di fotografia contemporanea (quelli nell'ala meridionale), che in passato hanno vantato tuttavia una più rilevante destinazione d'uso.
Le sale dislocate nell'ala settentrionale, occupate fino all'estate 2012 dalla biblioteca civica, costituivano originariamente l'appartamento cinese, che si componeva di due stanze e di tre gabinetti arredati e decorati secondo la moda orientale, particolarmente in voga fra il XVIII e il XIX secolo. Per quanto si sia perso tutto, sia per quanto riguarda le decorazioni, che per quanto concerne gli arredi, la Descrizione del 1811 riporta alcune decorazioni a paesaggio cinese eseguite da Carlo Caccianiga, oltre alle decorazioni delle sopraporte del Gerli. Alcuni mobili tuttavia pubblicati dagli storici Clelia Alberici nel 1969 e da Alvar González-Palacios nel 1986, riferiti come provenienti da Villa Silva, è verosimile provenissero proprio da queste stanze: si citano ad esempio alcune sedie con sedili incannucciati, motivi decorativi scolpiti a rilievo di stampo orientale e gambe costituite da telamoni abbigliati alla cinese, oltre ad un tavolino in legno policromo, che riporta al centro della traversa in basso un tempietto, al di sotto del quale siede un uomo, anche questo vestito secondo la moda orientale.
Le sale dislocate invece nell'ala meridionale, oggi utilizzate dal Museo di Fotografia Contemporanea, erano in origine adibite a dispensa, cucine e ghiacciaia. Ciononostante sono presenti all'interno di questi ambienti alcuni manufatti di pregio. Innanzitutto il grosso camino in pietra serena, collocato nella sala di ingresso, frontalmente alla porta. Vi sono rappresentanti due telamoni che sorreggono un architrave scolpita in fronte a volute fronzute, in uno stile che risente ancora dell'influenza manierista, per quanto comunque il manufatto sia datato alla metà del Seicento. La piastra invece, scolpita a rilievo in pietra scura, reca l'arma della famiglia Stampa di Soncino, proprietaria dal 1740 dell'omonima villa a Balsamo. Vi è inoltre un secondo camino, collocato nella prima sala a sinistra rispetto all'ingresso, di epoca successiva (primi dell'Ottocento): realizzato in marmo di Carrara, presenta linee più sobrie ed essenziali, componendosi di due colonne doriche a sostegno della mensola. Vanno segnalate infine anche le porte secentesche, realizzate in noce, con stipiti e architrave arricchiti da decorazioni ad intaglio con motivi vegetali. Particolare inoltre la serie di cinque porte chiuse alla sommità da una lunetta in legno, posta al di sopra dell'architrave, che contiene altrettanti ritratti femminili (ad eccezione di uno, andato perduto). I caratteristici dipinti, ad olio su tela, risalgono alla seconda metà del Seicento, affini alle decorazioni presenti nel Salottino delle Belle.
Scalone d'onore
Sul lato meridionale del sottoportico si apre lo Scalone d'onore, che conduce attraverso una doppia rampa al piano nobile. Questo è provvisto di una balaustra in pietra chiara porosa, scolpita a traforo, decorata con volute fronzute e fiori di melograni, la cui robusta e corposa fattura spingerebbe a datare il manufatto intorno alla metà del Seicento. Il pilastro del primo pianerottolo sostiene una scultura (anch'essa in pietra chiara porosa) raffigurante un leone seduto, con arma della famiglia Ghirlanda Silva; il pilastro del secondo pianerottolo presenta una scultura analoga per materiale ed esecuzione, raffigurante un levriero seduto. Di poco anteriore, in quanto alla datazione, il basamento per vaso in pietra porosa che si trova sul primo pianerottolo, caratterizzato da una fronte e dai lati decorati da mascheroni in rilievo, che si rifanno a uno stile con reminiscenze di carattere manieristico.
Le pareti del vestibolo riportano ancora oggi, per quanto in un precario stato di conservazione, malgrado siano stati strappati, restaurati e ricollocati negli anni ottanta, un affresco per parte; raffigurano col trompe-l'œil statue di Ercole e Iole poggiate su un basamento riportante rispettivamente il nome del personaggio ritratto, inserite in finte nicchie sormontate da timpani, analogamente al trompe-l'œil sul lato settentrionale del sottoportico, che lascia intravedere prospetticamente una delle due nicchie, recante una figura femminile con un grappolo in mano. L'Ercole appare coronato d'alloro, appoggiato alla clava e col fuso nella mano destra; Iole è invece nuda, drappeggiata in un mantello. Le due finte nicchie sono incorniciate da una decorazione a monocromo ocra e bruno, volta a simulare conci in pietra e fasce marmoree. La volta del soffitto al di sopra dello scalone, invece, presenta al proprio centro un illusionistico sfondato di cielo, collocato in un oculo sagomato; in passato, ai lati, vi erano gli stemmi delle famiglie Ghirlanda e Silva, oggi scomparsi. Le decorazioni dello Scalone d'onore sono ascrivibili ad un discreto ornatista degli inizi dell'Ottocento, incompatibile quindi con l'attribuzione fatta nella Descrizione del 1811, che vuole invece l'attribuzione ai Bibiena.

#### Gli interni: i piani mezzani
Interposti fra il pianterreno e il piano nobile vi sono i piani detti mezzani, accessibili attraverso una porta posta al primo pianerottolo dello Scalone d'onore. Risalenti secondo la Descrizione del 1811 al 1733, che ne affronta poi approfonditamente la trattazione, si articolavano in due bracci e comprendevano oltre all'appartamento personale di Ercole Silva anche la sua biblioteca, la galleria con le raccolte naturalistiche-mineralogiche, oltre ad ulteriori stanze da letto, gabinetti vari e una cappella.
Per quanto riguarda le numerose e varie raccolte presenti, è sicuramente accertata la dispersione di quella di storia naturale, i cui pezzi sarebbero stati alienati nel 1887 dalla casa d'aste Giulio Sambon, finendo in seguito al Museo civico di storia naturale, a Milano. Dai registri di carico vengono riportati minerali provenienti da giacimenti italiani ed europei (axinite del Delfinato, fluorite, cabasite di Aussig, apofillite...), reperti fossili (Bison priscus, Cervus alces, pesci di Bolca...) e resti zoologici (fra i quali un corno anteriore di Diceros bicornis, proveniente dall'Africa meridionale). Tuttavia, malgrado la destinazione museale, l'intera raccolta andò ugualmente perduta in parte nel disordine dovuto ai traslochi del museo nella nuova sede di corso Venezia (1893-1894), in parte sotto i bombardamenti dell'agosto del 1943.
Analoga fine ebbe la biblioteca, che contava quasi quattromila volumi, variamente composta da libri relativamente recenti di agricoltura, botanica, arte, letteratura, filosofia, storia naturale e periegetica, oltre che da un gran numero di edizioni rare - manoscritte e a stampa - che comprendevano testi greci e latini (Platone, Plutarco, Cesare, Cicerone, Ovidio, Sallustio, Svetonio), alcune Bibbie, i Secreta medievali, gli Horti Sanitatis, l'apologetica, i classici italiani (Dante, Boccaccio, Petrarca, Bembo) e le opere degli umanisti e della trattatistica di carattere tecnico e scientifico del Quattrocento. Di tutta la raccolta, l'unico testo di cui si conosca la fine è il Repertorium seu interrogatorium sive confessionale di Matteo da Milano, risalente al 1516, acquistato nel corso degli anni novanta dalla Biblioteca Trivulziana di Milano.
Particolare cura nella sistemazione delle stanze dei piani mezzani dedicò Ercole Silva negli ultimi anni della sua vita, come attestato dai rilievi della Descrizione del 1843. Egli si dedicò infatti alla risistemazione degli arredi, oltre che all'ampliamento delle varie raccolte, con la creazione di un nuovo gabinetto per le antichità, contrariamente all'idea iniziale di disperdere i reperti nel giardino. Tra i pezzi presenti - ovviamente oggi andati perduti - vi erano rilievi egizi e romani (di età repubblicana), avori medievali, medaglie, armature e perfino un bronzo di Donatello, oltre ad alcuni marmi di Michelangelo e del Bernini. Durante quegli anni operò anche alcuni spostamenti di opere dalla quadreria del piano nobile alla nuova collocazione, sulle pareti del gabinetto archeologico. Maggiore rilevanza ebbe tuttavia il trasferimento delle quattro tempere su tela raffiguranti il Ratto di Europa, dell'Appiani (1787-1790), da Palazzo Silva di Biandrate a Milano, dov'erano collocate, alla villa di Cinisello, in cui Ercole Silva si era definitivamente trasferito negli ultimi anni della sua vita. Attualmente i quattro dipinti si trovano in una collezione privata milanese. All'interno della cappella gentilizia, invece, erano riportati una statua di San Michele, scolpita in pietra del Gargano ed un crocifisso in avorio, identificabile con quello della fine del XVII secolo presente oggi nella vicina chiesa di Sant'Ambrogio. Nel corso dei restauri condotti a partire dal 1986 dall'Amministrazione Comunale sull'ala sud della villa, sono stati strappati alcuni affreschi, qui conservati, sebbene in precario stato per via dell'umidità e delle infiltrazioni, trasferiti quindi nel palazzo comunale (Venere in ovale tra ornamenti floreali, La denudazione di Giunone da parte di amorini, Un centauro con amorino, Offerte alla divinità con fauni musicanti, Il Parnaso) e nel palazzo degli uffici tecnici di via Giordano. Da questi locali sono state inoltre asportate e restaurate otto porte, insieme con due camini di marmo (risalenti al XIX secolo), ai quali va infine aggiunta anche una cornice in stucco decorata con motivi vegetali sorretta da due cariatidi a rilievo, originariamente collocata sopra uno dei due camini, probabilmente come sostegno di una specchiera. Oggi i piani mezzani - completamente ristrutturati - ospitano le sale del Museo di Fotografia Contemporanea (nell'ala meridionale della villa), ed alcuni uffici comunali (nell'ala settentrionale).

#### Gli interni: il piano nobile
Sala grande
Quadreria (sale meridionali)
Quadreria (sale settentrionali)
Dalla Sala grande si accede attraverso una porta collocata sulla parete settentrionale alla Quadreria ospitata nelle sale settentrionali; attraverso una seconda porta sempre dalla Sala grande si accede inoltre al loggiato sinistro. Questi ambienti in origine erano adibiti a stanze da letto, ampiamente adorni di dipinti, collezione andata anch'essa dispersa. La collezione di dipinti del Seicento lombardo comprendeva fra le opere principali un San Francesco stimmatizzato di Daniele Crespi, un'Assunta in gloria del Nuvolone, un'Estasi di San Francesco del Cerano, un ritratto di Giovan Battista Moroni, una Giustizia di Francesco Cairo e una Venere sempre del Nuvolone.
Le pareti appaiono pertanto prive di qualsivoglia decorazione, mentre i soffitti in legno - a cassettoni - presentano dipinti a tempera a passasotto; sono impiegati motivi a cartocci, festoni vegetali e floreali, oltre che finti rilievi architettonici. Le decorazioni risalgono al Settecento e si presentano oggi in uno stato discreto di conservazione, compromesso dalle infiltrazioni di umidità e dalle cadute di colore. Pregevole il monumentale camino secentesco in pietra serena, con la fronte scolpita con trofei guerreschi. Due sculture sono invece state qui collocate in tempi recenti, dopo essere state trasferite dal giardino: si tratta di due vecchi barbuti in piedi, l'uno con un mantello che gli copre anche il capo e che tiene con la mano destra, l'altro con la mano destra levata in atto di brandire e la sinistra che regge un lembo del mantello drappeggiato sulla parte inferiore del corpo. Di difficile identificazione, quest'ultimo potrebbe essere riconosciuto come Giove, o come un'altra divinità classica maschile. Questi ambienti, in cui figura anche l'ascensore di recente costruzione, hanno ospitato fino all'estate 2012 alcune zone di servizio della biblioteca civica, comprese le sale di lettura.

## Il parco
(Ercole Silva, Descrizione della villa Silva in Cinisello, Monza, 1811 - p.52)
Un passaggio porticato, posto nell'ala settentrionale del complesso della villa, conduce ad una piccola corte laterale, in cui è conservata un'ara in serizzo, priva di epigrafi, risalente al II secolo; da qui, costeggiando il fianco settentrionale della villa, si accede al suo parco. Questo si estende per una superficie di 5,44 ha, all'interno di un perimetro recintato da un muro, accessibile solo in tre punti (dalla suddetta corte laterale, da un accesso posto all'estremità sud-est, caratterizzato per la presenza di un lodge scozzese, e da un ultimo ingresso posto sul fianco settentrionale del muro di cinta.
Il parco oggi costituisce un'importante emergenza all'interno del tessuto urbano di Cinisello Balsamo, sotto diversi aspetti: innanzitutto rappresenta un'importante area verde - per giunta storica - in un contesto estremamente urbanizzato; inoltre costituisce uno dei rari esempi di parchi storici giunti a noi praticamente inalterati nella loro fisionomia e preservati da edificazioni o lottizzazioni al loro interno. Oltre a ciò non va dimenticata l'estrema importanza di questo giardino, divenuto nei primi anni dell'Ottocento la prima sperimentazione compiuta del giardino all'inglese in Italia, introdotto peraltro in Italia proprio da Ercole Silva, autore del celebre trattato Dell'arte dei giardini inglesi (1801) e proprietario della villa dalla morte dello zio Donato II Silva, nel 1779 fino alla sua, avvenuta nel 1840. Sia Donato (che aveva curato la sistemazione del giardino all'italiana, nel corso del Settecento), che Ercole (che ne aveva invece deciso la successiva trasformazione), si dedicarono assiduamente al giardino, introducendovi peraltro alcune specie fino ad allora sconosciute o comunque esotiche.
Malgrado le inevitabili trasformazioni che questo ha subito nel corso degli anni, esso si presenta ancora oggi nella sua veste romantica, contaminata in alcune sue parti dall'inserzione di alcuni elementi più o meno estranei al contesto, avutasi nei decenni più recenti. Tuttavia dal punto di vista sociale riesce comunque a coniugarsi perfettamente con la nuova destinazione d'uso data alla villa dal Comune al momento della sua acquisizione, come luogo di aggregazione e fruizione quotidiana da parte della cittadinanza, tanto da esserne diventata quasi un luogo identificativo per gran parte della città stessa.

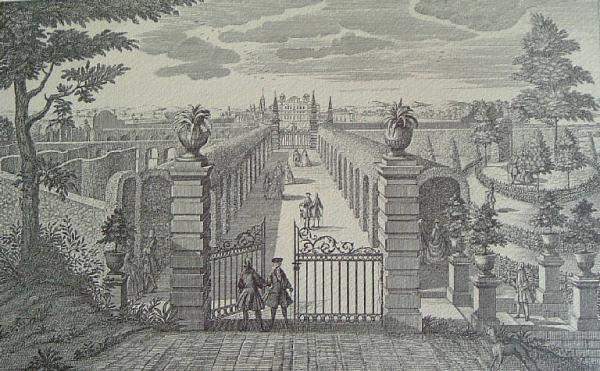
Prospetto del complesso di Villa Silva, col giardino all'italiana, in un'incisione di Karl Remshart.

### Storia: il giardino all'italiana
(Marc'Antonio Dal Re, Villa Silva, Milano, 1726)

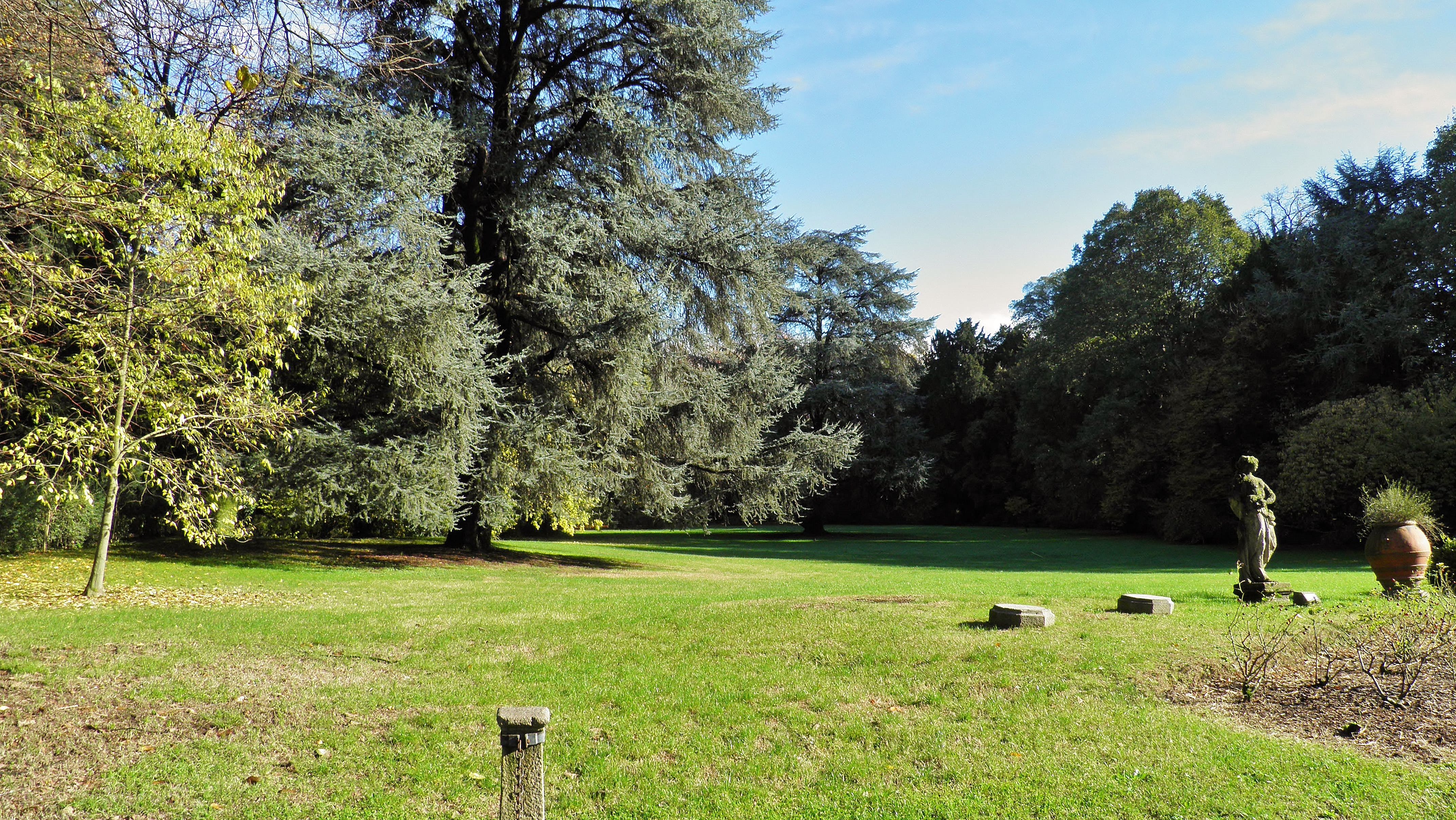
Giardino storico di villa Ghirlanda visto dalla facciata orientale

Il parco di Villa Silva ha origine intorno alla metà del Seicento come giardino all'italiana, fedele a quei canoni codificati dal Rinascimento italiano e ripresi in seguito nel giardino alla francese, particolarmente in voga tra la fine del Seicento e gli inizi del Settecento. Secondo la concezione con cui nasceva il giardino formale, la natura era vista come la materia da plasmare secondo l'abilità e l'immaginazione dell'uomo: così facendo i giardini apparivano estremamente regolari, caratterizzati da un tracciato simmetrico di viali e di aiuole rispondenti a un impianto assiale. Il viale principale assumeva la funzione di catalizzatore dell'assetto generale del giardino: si costituiva come un cannocchiale prospettico regolare, che aveva principio col corpo dell'edificio e si andava a sviluppare in profondità; ai lati le aiuole e le siepi squadrate fungevano da complementi decorativi della griglia prospettica.

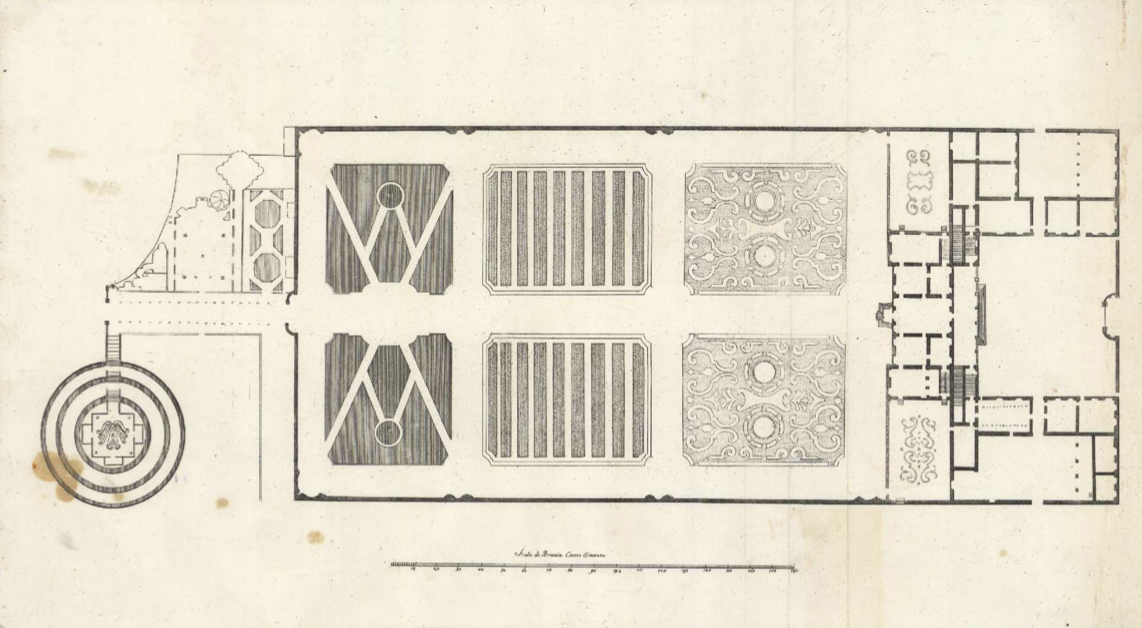
Pianta del giardino all'italiana di Villa Silva, in un'incisione di Marc'Antonio Dal Re (1726).

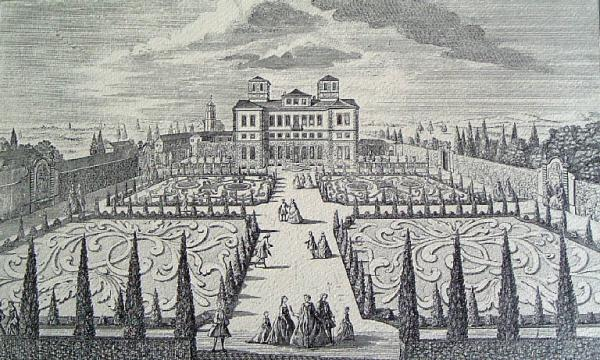
La settecentesca sistemazione del giardino all'italiana, in un'incisione di Karl Remshart.

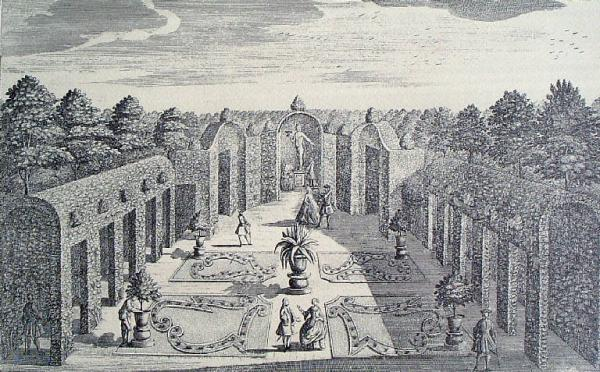
Il giardino dei Semplici, in un'incisione di Karl Remshart.

Come riportatoci dalle incisioni settecentesche di Marc'Antonio Dal Re e Karl Remshart, l'originario giardino di Villa Silva presentava un impianto quasi del tutto analogo, che si sviluppava a partire dal grande parterre centrale, suddiviso in sei aiuole a decorazioni geometriche, adiacenti ai viali rettilinei da passeggio che lo intersecavano perpendicolarmente. Nella zona terminale, prossima al perimetro esterno del parco, si sviluppavano due spazi minori: una piccola collinetta con percorso a rondò ed un ninfeo detto Giardino dei Semplici, delimitato da fitte siepi di carpini che formavano una specie di galleria, chiuso alle estremità da tre nicchie di fogliame e dalla statua di una divinità classica - probabilmente Bacco. Sul fianco sinistro del corpo centrale della villa si estendeva un piccolo giardinetto a tappeto geometrico detto delle Uccelliere, che conduceva a un teatro pergolato detto de Lauri. Questo si presentava come un emiciclo, con colonne tortili e due ingressi ad arco: gli intercolumni erano ornati da tre sculture (due busti ed una figura intera), al pari degli archi (sormontati questi da figure semisdraiate e appaiate); nel giardino delle Uccelliere era invece presente una copia dell'Ercole Farnese.
Dal punto di vista botanico il giardino doveva comprendere tutte quelle specie duttili e pronte ad essere profilate in forme geometriche, che meglio si adattavano al tempo come siepi, bordure e gallerie vegetali: il tasso, il bosso, il ligustro, l'acero, l'alloro, il mirto e il leccio. Per quanto riguarda le piante da fiore impiegate nelle aiuole dovevano essere quasi sicuramente presenti il gelsomino, la viola, la cineraria, la begonia, il tulipano, il narciso ed il giacinto. Accanto alla coltivazione di piante arboree arbustive ed erbacee ornamentali, doveva essere già presente il frutteto e un agrumeto; arricchivano la varietà presenti alcune specie decisamente esotiche o comunque sofisticate, quali l'ananas (presente dal 1733), il pistacchio, la Dracaena reflexa, l'Arum bicolor e la stessa pianta del tè.

### Storia: il giardino all'inglese
(S.A., Descrizione della villa Ghirlanda Silva in Cinisello, Milano, 1843)
A partire dalla seconda metà del Settecento, in concomitanza con la nascita di una nuova sensibilità che avrebbe portato in seguito al Romanticismo, si diffuse a partire dall'Inghilterra un nuovo modello di giardino, detto romantico o all'inglese. La natura non viene più vista come quella materia che l'uomo deve governare e modellare secondo la propria visione, ma viene presentata nella sua totale libertà e spontaneità, selvaggia, in cui l'intervento ordinatore dell'uomo, pur essendovi, rimane sostanzialmente impercettibile. Le geometrie e la regolarità di moda fino ad allora vengono stravolte a favore di un disegno irregolare, che cerca di rifarsi il più possibile alla varietà di scorci e repertori presenti in natura, capaci di suscitare le emozioni più varie in chi si trova a guardarle.

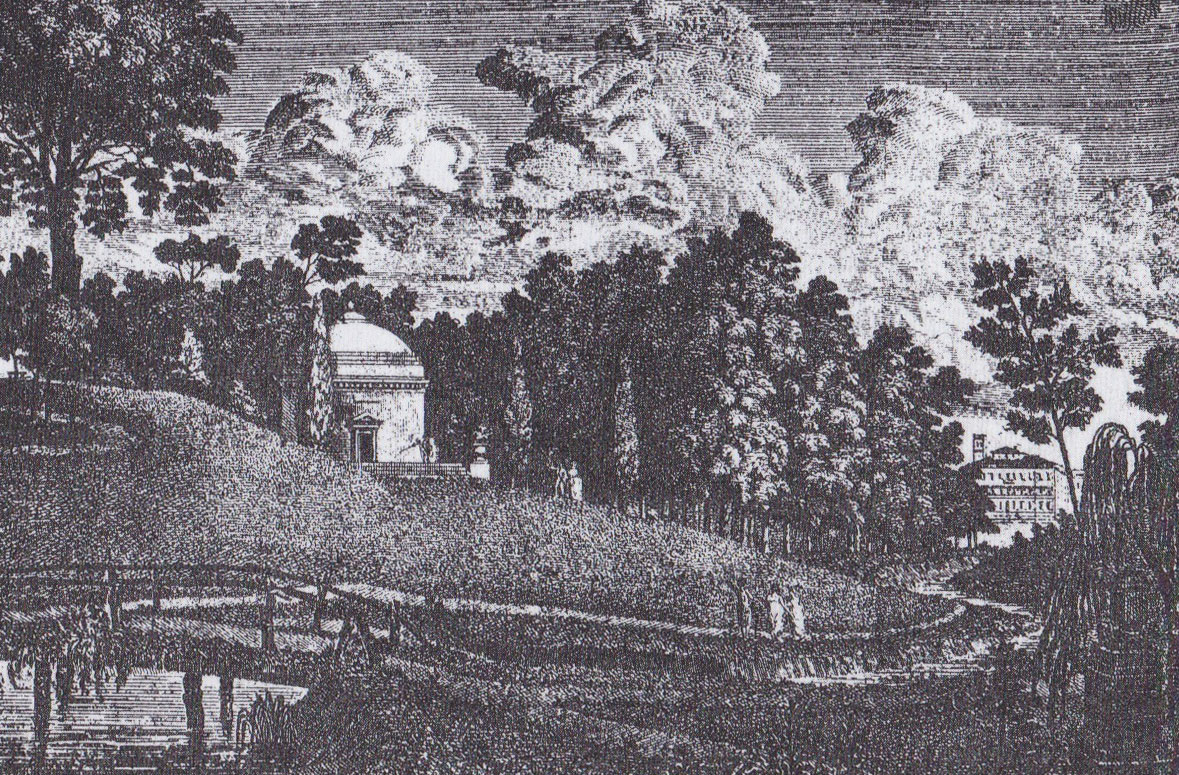
Panorama del giardino dopo le sistemazioni di Ercole Silva. In primo il tempio della Fortuna Avita; sullo sfondo, in lontananza sulla destra, la villa (1813).

Fu proprio il conte Ercole Silva ad importare questo modello in Italia, col suo trattato Dell'arte dei giardini inglesi, dato alle stampe nella sua prima edizione nel 1801. Egli sperimentò personalmente il nuovo modello inglese, stravolgendo il precedente impianto - eccessivamente angusto e artificioso - di cui conservò comunque gli alberi più antichi e i resti dell'uccelliera e del teatro de' Lauri. Ai larghi viali che caratterizzavano la precedente sistemazione piccoli vennero preferiti sentieri sinuosi che si perdevano nella boscaglia, con la funzione di dilatare la percezione dello spazio reale, che non appariva più angusto come nella precedente connotazione geometrica; ai bordi dei nuovi sentieri dispose in ordine apparentemente casuale finti ruderi misti a reperti archeologici qui trasportati dal Palazzo Silva di Biandrate di Milano. Ercole Silva nella realizzazione del nuovo giardino della sua villa volle così primeggiare, rivaleggiando il primato con le più precoci realizzazioni di Villa Sommi Picenardi a Torre de' Picenardi, di Villa Cusani a Desio e di Villa Belgiojoso a Milano, che avevano preso forma in quegli anni.
Uno degli aspetti portanti che viene sostenuto nel Dell'arte dei giardini inglesi è il fatto che il giardino - nella sua progettazione e realizzazione - non sia disegnato da un architetto, che si baserebbe troppo sui calcoli e sulle regole geometriche, ma da un artista giardiniere, affiancato da un pittore paesaggista o di teatro. L'arte dei giardini divenne così una sorta di arte pittorica, ed Ercole Silva si avvalse pertanto di Giuseppe Levati (1738-1828), pittore di rovine e insegnante di prospettiva a Brera, considerato uno degli artisti più versatili del tempo. La nuova sistemazione del giardino è ampiamente trattata nella Descrizione della villa Silva in Cinisello del 1811, ripresa e riportata anche nella seconda edizione del trattato Dell'arte dei giardini inglesi (1813), in cui sono inoltre inserite tre tavole illustrative - opera di Gaetano Riboldi - che si rifanno direttamente alla villa.

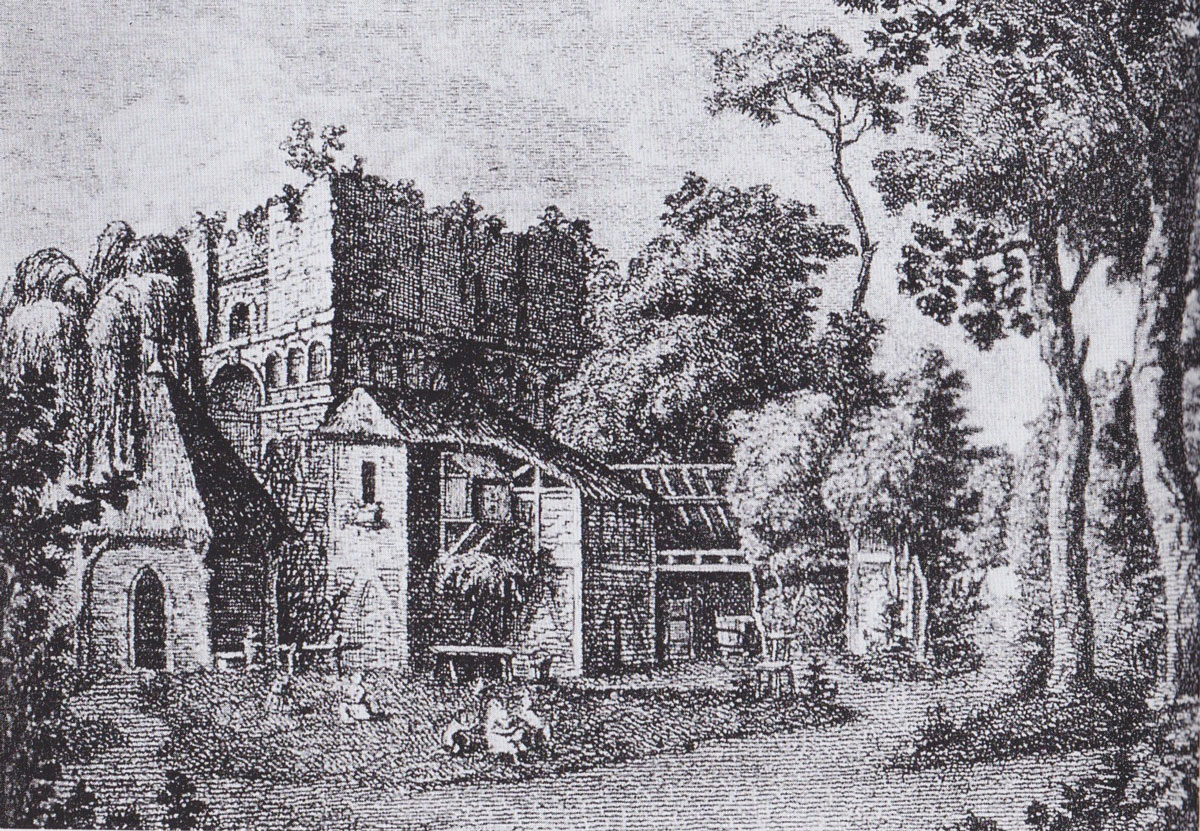
Il falso tempio di Giano in rovina (1813).

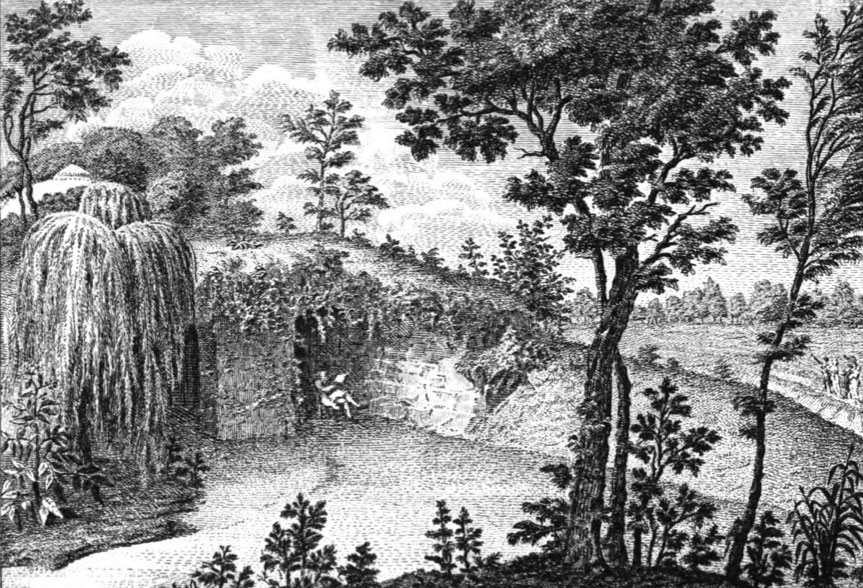
La grotta presente nella collina (1813).

Tenendo le spalle alla villa, rivolgendosi dunque verso est, si apriva un profondo cannocchiale prospettico, caratterizzato per la presenza di un obelisco ben visibile fra i vicini pini, che aveva la funzione di centralità prospettica. Dirigendovisi, seguendo il sentiero sulla destra, si attraversava una macchia costituita da alberi da frutto (peri e meli) e da piante arbustive con fiore (magnolie, catalpe e robinie), oltre la quale, a ridosso del muro di cinta, era posta un'esedra di marmo, detta della Salute. Questa presentava statue di Igea, Minerva medica e Giunone pronuba, collocate ciascuna in una nicchia; l'architrave era invece sormontato dal gruppo scultoreo Ebe che versa da bere a Giove. Da questa aveva origine un triplice vialetto fiancheggiato da olmi che si addentrava quindi nel bosco di sempreverdi (pini, ginepri, tassi e lauri) in cui spiccava l'obelisco; qui erano inoltre collocati diversi sedili per la lettura, oltre che un'antica olla cineraria ed una lapide coronata a timpano, che riportava un'iscrizione di dedica a Johann Gutenberg, l'inventore della stampa. Superato il bosco di sempreverdi si entrava in una macchia di arbusti, fra i quali trovava spazio una colonnetta votiva in marmo di epoca romana, risalente al I secolo, con dedicazione a Minerva Medica. A ridosso del muro di cinta, in corrispondenza del punto in cui la contrada per Monza si diramava in un secondo tracciato per il cimitero, lungo il quale deviava anche il muro, sorgeva un edificio che voleva sembrare un tempio in rovina, dedicato a Giano, sulla falsariga dell'arco quadrifonte presente al Foro Boario, a Roma. Al corpo di fabbrica principale si affiancava inoltre un casolare destinato a un pastore; tutt'attorno il complesso, invece, erano disseminati diversi frammenti architettonici, immaginati come caduti dal tempio in rovina. Fra questi, un frammento di ara in serizzo dedicata ad Ercole dai Modiciates, risalente al I secolo. Il tempio in rovina e il casotto del pastore vennero trasformati tuttavia già verso la metà dell'Ottocento da Carlo Ghirlanda Silva in un lodge scozzese, a ridosso dell'ingresso posteriore del parco, assumendo la conformazione che tutt'oggi mantiene.

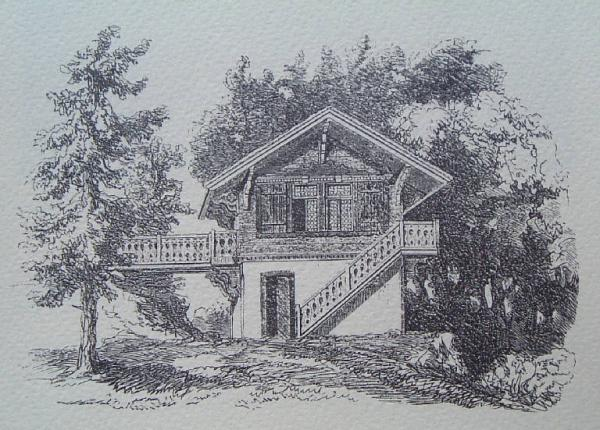
Lo chalet svizzero (1857).

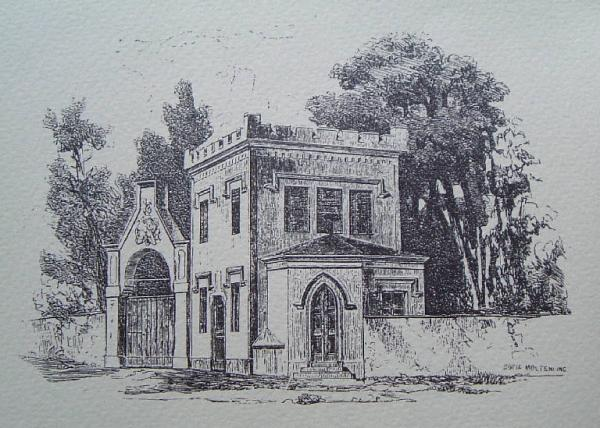
Il lodge scozzese (1857).

Volgendo le spalle all'edificio, attraverso un largo sentiero opaco, si giungeva ad una collinetta da cui si poteva godere una veduta varia, abbondante, riserrata, aperta: sulla sommità vi sorgeva un bagolaro secolare, i fianchi erano invece ricoperti di arbusti da fiore intervallati da aree lasciate a prato. Ai piedi di questa piccola altura si estendeva un bosco costituito da platani e ippocastani che mascherava una grotta scavata nella collina. Su uno dei fianchi era inoltre presente un tempietto dorico a pianta circolare, dedicato alla Fortuna Avita, in seguito sostituito anche questo da Carlo Ghirlanda Silva con uno chalet svizzero nel corso dell'Ottocento, tuttora esistente. Un torrente inoltre, che aveva principio da uno scoglio artificiale posto sulla collinetta, la fiancheggiava biforcandosi lungo il suo percorso, in modo da dare origine a un'isoletta che ospitava un'ara votiva in marmo bianco dedicata a Giove, risalente al II secolo. Sulla riva destra del corso d'acqua invece, all'altezza del ponticello in legno che lo attraversava, era collocato un sarcofago a cuspide, sul cui coperchio vi era incisa l'iscrizione «ET IN ARCADIA EGO», celebre motto desunto dall'altrettanto celebre dipinto del pittore francese Nicolas Poussin. Oltre il torrente si estendeva una prateria caratterizzata dalla rada presenza di ciliegi e viti, alle cui spalle aveva invece inizio un bosco di querce, attraversato da due sentieri. Lungo il sentiero di sinistra era collocato un cippo sepolcrale, una sorta di edicola funeraria in calcare risalente alla fine del I secolo - proveniente dalla Chiesa di San Carpoforo a Milano, già conservato presso Palazzo Silva di Biandrate - il cui fronte presentava iscrizioni ed era scavato per poter ospitare i ritratti degli offerenti. Usciti dal bosco si incontravano i ruderi di un vecchio acquedotto, immerso fra cespugli di spini; poco più avanti si innalzava invece una piramide, circondata da pini e tassi. Da qui aveva origine il sentiero di Flora, orlato di viburni, lillà e cespugli di rose: questo conduceva ad un vigneto, nel quale era presente un tempietto a pergolato dedicato a Bacco ed un vivaio. Si arrivava così ad un quadrivio, dominato da piante ad alto fusto (platani, aceri e pini) e piante con fiori (tulipifera): dal punto di vista prospettico, all'estremità di ciascun sentiero era posto un elemento architettonico diverso (un padiglione di caccia, una serra, l'obelisco e l'uccelliera). L'area settentrionale del giardino era destinata all'orto e al frutteto: collocata sopra un poggio vi era un'elegante ara funeraria romana in marmo di Musso, databile verso la fine del II secolo e con iscrizione di dedica di Attilio Macrino Secondo, anch'essa proveniente da San Carpoforo a Milano e anch'essa già presente in precedenza nella collezione di Palazzo Silva di Biandrate. Non distante sorgeva inoltre un tempietto dorico dedicato al Genio degli alberi delle giovani spose di Cinisello. Nei pressi della villa sorgeva infine un altro tempietto dipinto a pergolato ed un nicchione colla statua di una Musa.
Le edizioni successive della Descrizione (date alle stampe la prima nel 1843, la seconda nel 1855), riportano già diverse variazioni: al di là delle nuove realizzazioni e delle conseguenti demolizioni (chalet svizzero, lodge scozzese), riportano diverse specie botaniche fino ad allora inedite. Fra queste, alcune piante erbacee (come l'acanto) ed alcuni imponenti alberi per così dire solitari (come la sughera, il ginkgo e il cedro del Libano).

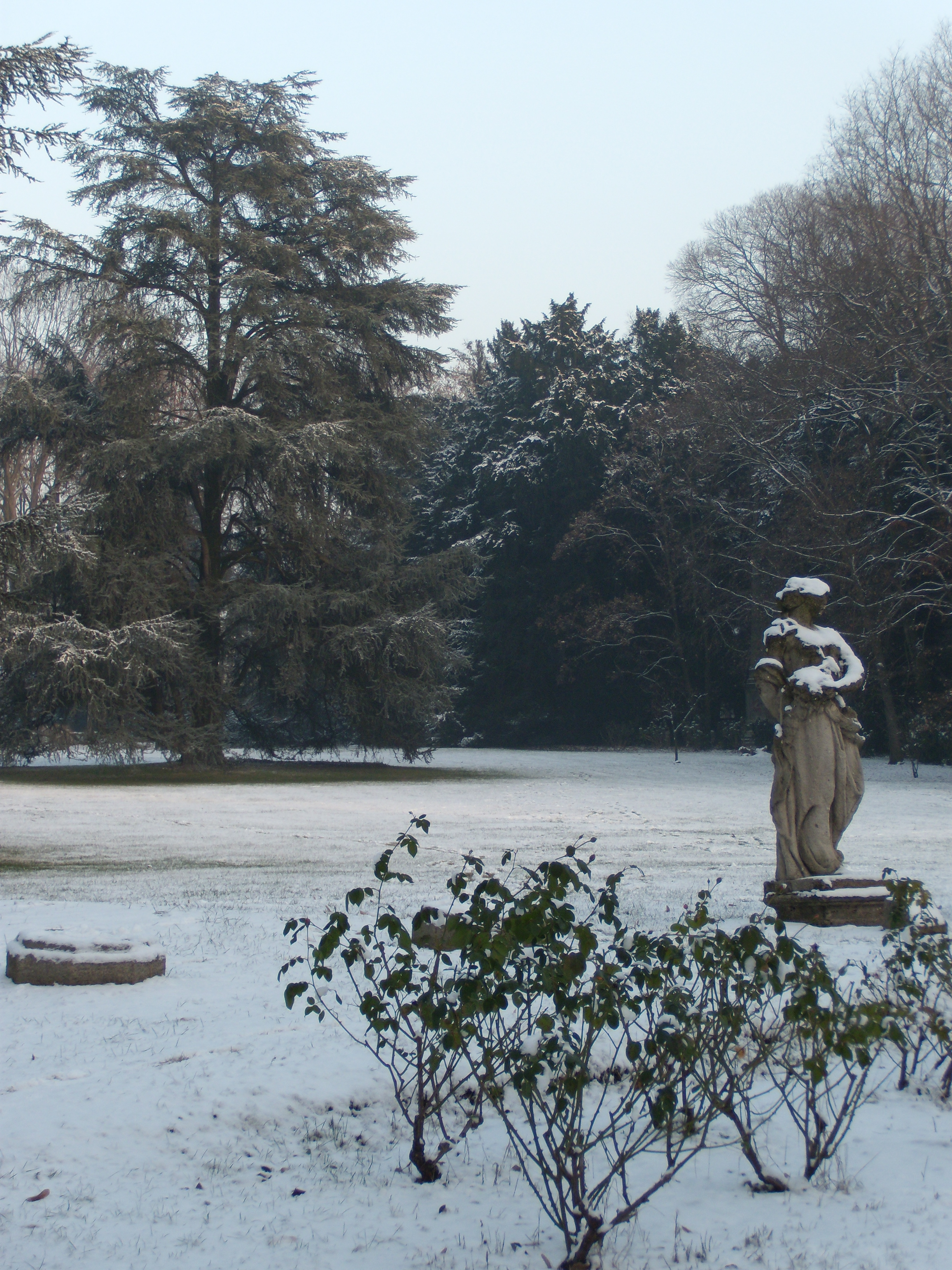
Veduta del parterre centrale; si notino in primo piano alcuni arredi scultorei.

### Caratteristiche attuali
Ancora oggi il parco di Villa Ghirlanda Silva conserva quasi interamente lo storico impianto all'inglese, valorizzato ulteriormente dall'intervento di recupero agronomico selvi-colturale condotto nel corso del 1999, malgrado la gran parte degli esemplari arborei presenti sia relativamente recente. Sul retro della villa si apre ancora il parterre centrale, abbastanza profondo, chiuso prospetticamente a corona sul fondo da alcuni gruppi di piante, alle spalle delle quali si snodano i diversi sentieri. Fra gli alberi presenti meritano una citazione alcuni imponenti solitari, un tiglio (Tilia americana) e alcuni cedri (Cedrus atlantica); uno di questi, posto praticamente al centro del corridoio prospettico può considerarsi un esemplare monumentale, avendo ormai raggiunto il secolo d'età. Le tonalità glauche dei cedri creano un forte contrasto con la scura boscaglia di tassi (Taxus beccata), che peraltro hanno totalmente coperto l'obelisco. La fascia di prato più prossima alla villa presenta alcuni arredi scultorei in pietra grigia porosa, risalenti al XVIII secolo: vi sono un putto seduto a cavalcioni su un mostro marino, un leone con uno scudo araldico ormai indecifrabile e due figure femminili provviste di drappeggio che lascia scoperto il petto e i fianchi, l'una con una cornucopia, l'altra che si appoggi ad una fiaccola rovesciata. Lo stato di conservazione di questi arredi è pessimo, ampiamente compromesso dagli agenti atmosferici e dai fattori dell'inquinamento. Non distante, invece, sono collocati due vasi in terracotta di manifattura toscana analoghi a quelli presenti nel sottoportico occidentale; fino alla fine degli anni settanta i vasi registrati qui collocati erano in numero di cinque e si presume che i tre mancanti - più piccoli di dimensioni - siano andati distrutti. Sul lato della villa, dall'altra parte del sentiero, sono presenti due coppie di vasi in pietra chiara porosa, di forma svasata, sul cui basamento a sezione quadrata sono presenti a rilievo le iniziali di Carlo Ghirlanda Silva, che permettono di datare si soggetti verso la metà del XIX secolo.

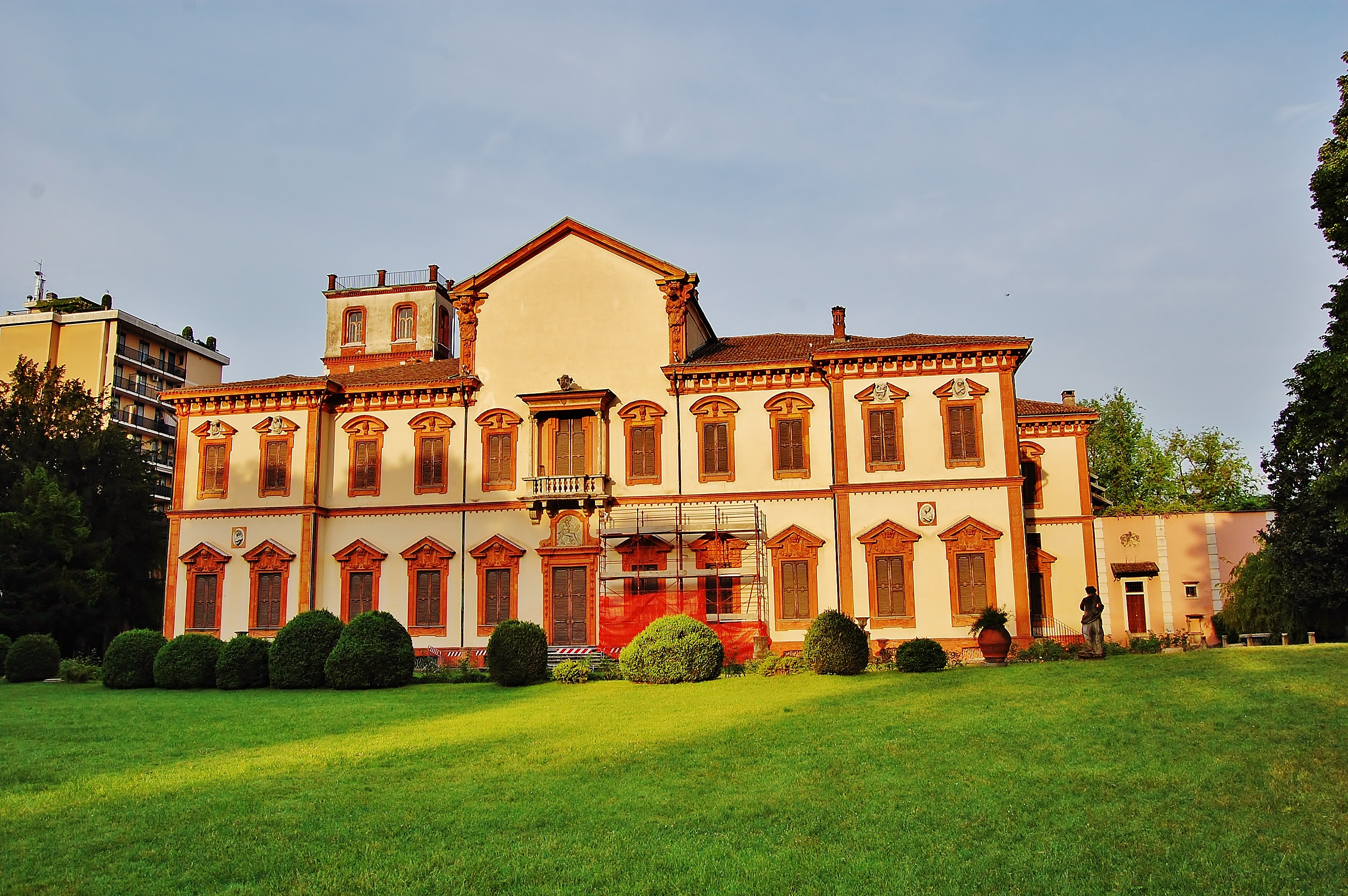
Giardino di Villa Ghirlanda

Proseguendo sul sentiero, superati alcuni elementi scultorei disposti sull'erba come se fossero reperti antichi, si giunge alla già citata esedra dedicata alla Salute, attualmente recintata da una cancellata. Il piccolo edificio presenta una sezione rettangolare, all'interno della quale è ricavata un'edicola semicircolare chiusa, verso l'esterno, da colonne ioniche, rivestite in marmo; il muro perimetrale interno è percorso da un'unica seduta in pietra porosa, al di sopra della quale si aprono le tre nicchie, attualmente sprovviste di statue; il catino absidale è invece decorato con formelle azzurre, a motivo di rosone. Sulla cornice dell'esedra è collocato il gruppo scultoreo in pietra porosa raffigurante Ebe che versa da bere a Giove, quest'ultimo rappresentato sotto le spoglie di un'aquila. Nei pressi dell'esedra il sentiero si dirama, per poi ricongiungersi in seguito; la vegetazione di questa zona è piuttosto fitta, e si compone di tassi (Taxus baccata), bagolari (Celtis australis), platani (Platanus hybrida) e carpini (Carpinus betulus). Lungo il vialetto settentrionale, sulla sinistra, si scorge ancora il vecchio obelisco, quasi completamente nascosto dalla vegetazione e in un cattivo stato di conservazione. Giunti laddove si riuniscono i sentieri, si arriva al lodge scozzese eretto da Carlo Ghirlanda Silva sui resti del precedente tempio di Giano in rovina, a ridosso dell'ingresso posteriore del parco, che dà sull'attuale via Sant'Ambrogio. In origine questo era collocato sull'altro lato dell'edificio, e venne spostato nella posizione attuale solamente nel 1933, probabilmente per facilitare l'accesso, rendendolo così più diretto. Il lodge, in passato utilizzato come sede di diverse associazioni, si presenta comunque differente da come doveva essere in origine: costituito da un blocco compatto di forma quadrata, al quale è annesso un secondo corpo, di forma poligonale, con ingresso ad ogiva (oggi murato, con l'inserimento di un'edicola votiva in terracotta invetriata), l'edificio non presenta più la cornice merlata sul tetto, sostituita dai coppi; inoltre alcune finestre originariamente presenti sono state chiuse e integrate nella muratura dell'edificio.

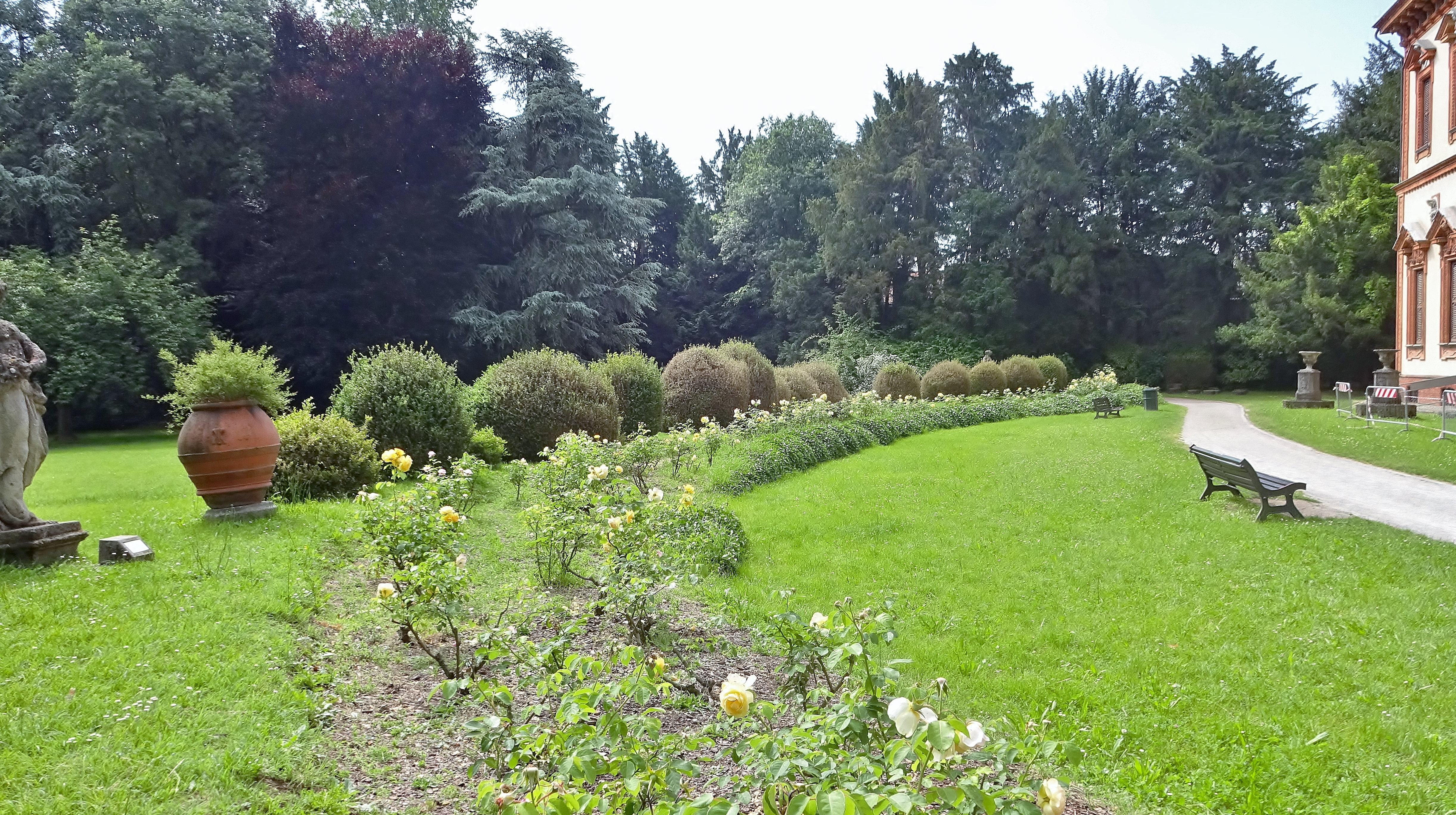
Il roseto

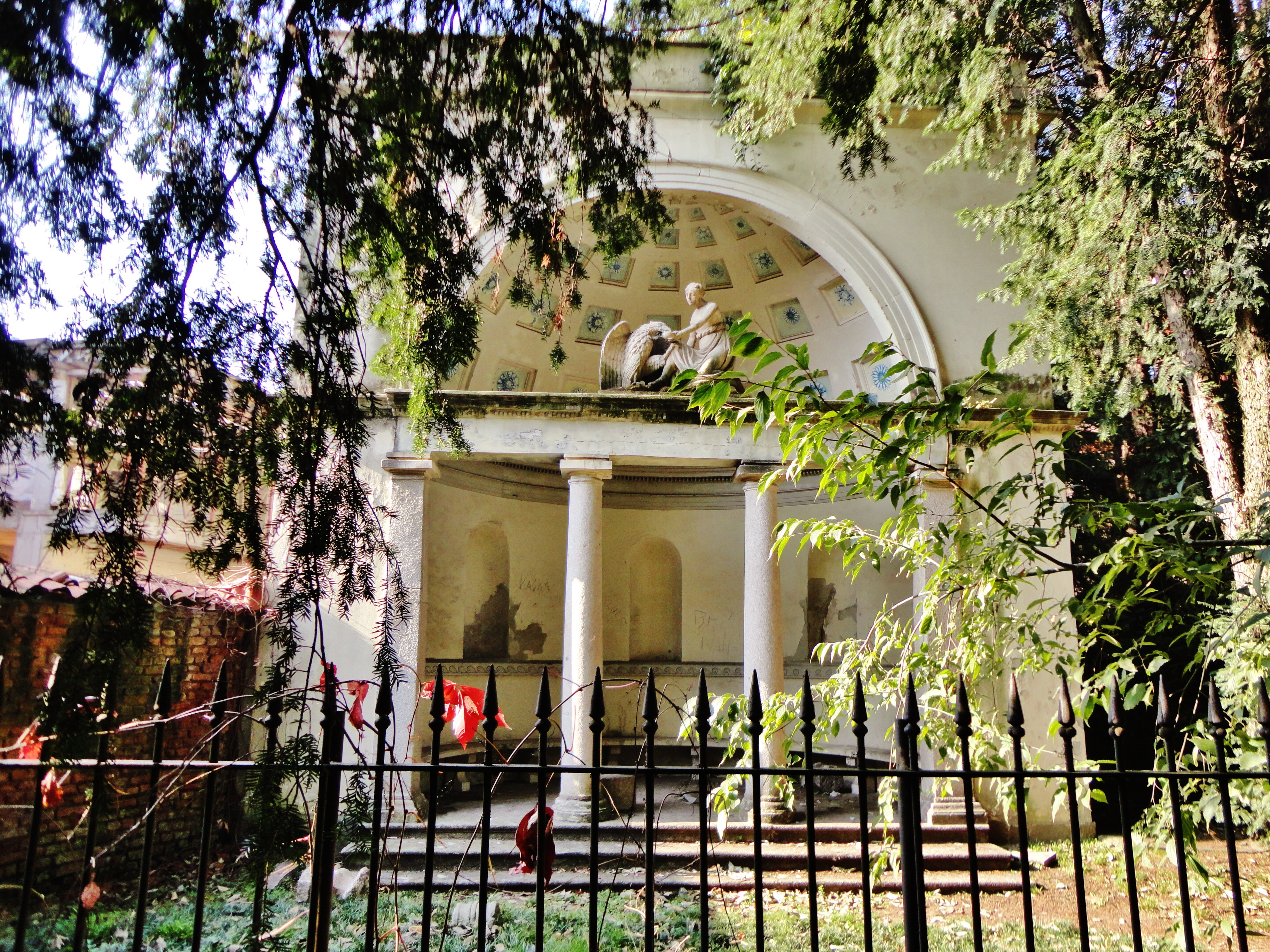
Giardino storico di villa Ghirlanda, tempietto

Qui, oltre ai sopracitati, convergono altri due sentieri: quello più esterno prosegue costeggiando il muro di cinta, salendo in seguito alla collinetta; quello più interno invece costeggia il margine orientale del parterre, addentrandosi nel parco. Qui è stata fatta costruire in tempi relativamente recenti una pista di pattinaggio, in cemento, che si presenta oggi particolarmente deteriorata. Una fitta vegetazione, costituita in prevalenza da bagolari (Celtis australis, caratterizza e ricopre la collinetta, fino alla sua sommità. Sul fianco di questa, laddove già sorgeva il tempietto dedicato alla Fortuna Avita, vi è lo chalet svizzero, una costruzione che si sviluppa su due piani fuori terra, con la parte inferiore intonacata a rustico e quella superiore rivestita con assi di larice decorati con motivi floreali e alcune iscrizioni. Il legno è impiegato anche nella copertura del tetto, a capanna, oltre che nella realizzazione dei balconcini, della scala esterna e del ponticello che lo collega con la sommità della collina. Una rampa d'accesso, anche questa in legno, sopraelevata e con andamento a chiocciola, è stata introdotta nel corso dei recenti restauri per garantire una migliore accessibilità all'edificio, oggi sede di un centro ricreativo per anziani. Alla base della collinetta, nascosto fra la vegetazione, è collocato il finto coperchio di sarcofago a cuspide, riportante l'iscrizione Et in Arcadia ego, al di sopra del quale è collocato un secondo coperchio, a doppio spiovente, probabilmente antico. Un centinaio di metri a nord della collinetta vi è l'ingresso settentrionale al parco, da via De Ponti; ad est invece si estende un'area attrezzata a parco giochi per i bambini, caratterizzata dalla presenza di alcuni platani (Platanus hybrida) di grosse dimensioni. Addossato all'angolo nord-occidentale del parco, laddove in passato si estendevano le serre e i vivai (già orti e frutteti), è collocata una spianata dotata di strutture di proiezione, che ospitano d'estate il Cinema nel Parco. A sud di questo, separato da una fila di cedri (Cedrus atlantica) sorge un piccolo laghetto artificiale realizzato verso la metà degli anni settanta, posto in una posizione leggermente rialzata rispetto al piano del parco; la discesa verso la villa avviene percorrendo un vialetto, fiancheggiato nel suo tratto terminale da una coppia di pinnacoli in pietra grigia porosa, sormontati a loro volta da pigne scolpite a tutto tondo, probabilmente residui dell'antico coronamento dei pilastri di un cancello.

## Galleria d'immagini

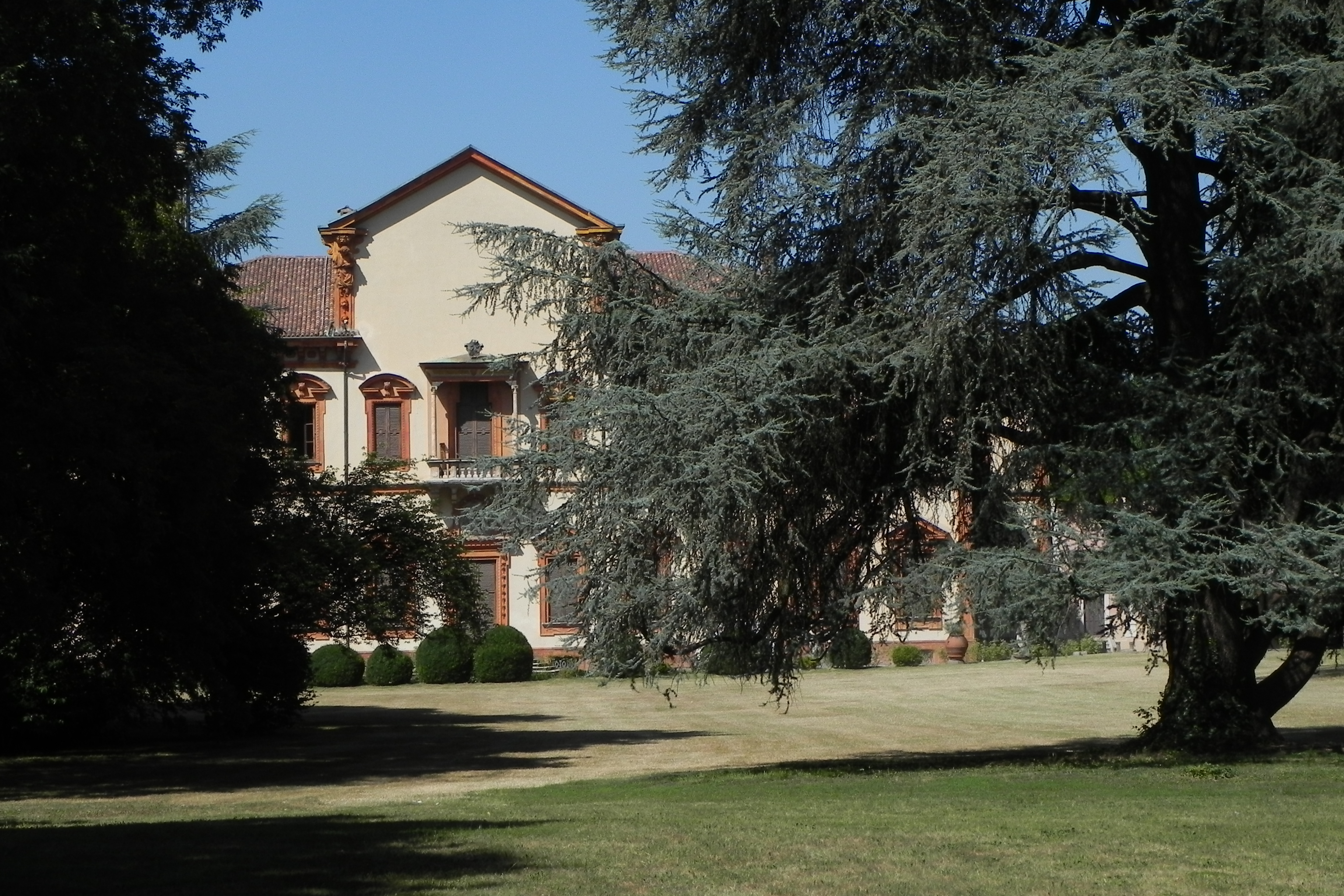
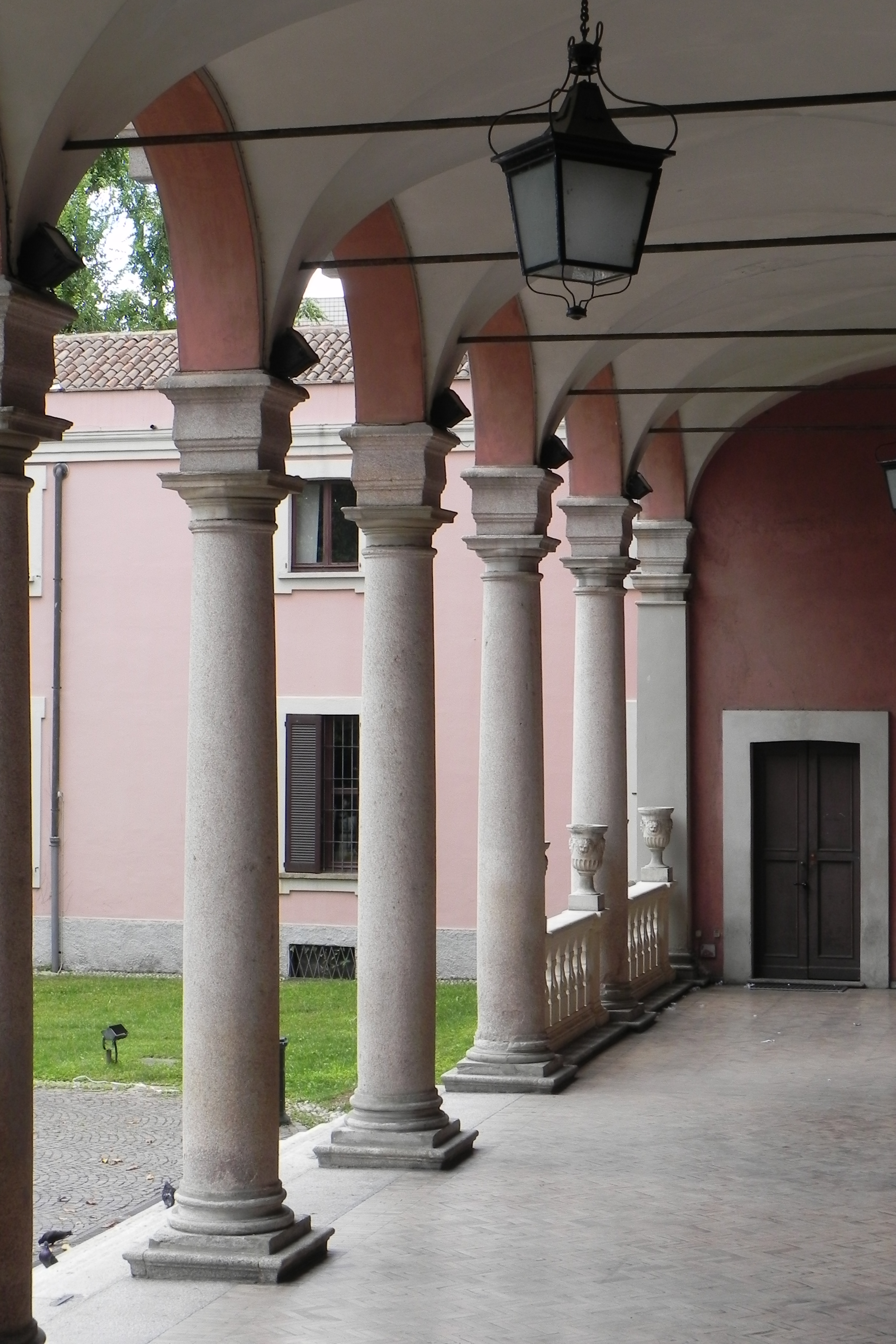